# Motorový vůz M 290.0
Motorové vozy řady M 290.0 (výrobní typové označení Tatra 68 podle použitých motorů; v roce 2020 dodatečně přidělena řada 870 dle UIC), nazývané stejně jako vlakový spoj, na němž jezdily, také jako „Slovenská strela“, byly vyrobeny v roce 1936 pro Československé státní dráhy v Tatře Kopřivnice v celkovém počtu dvou kusů. Reprezentují technický pokrok a snahy o rychlou železniční dopravu v meziválečném Československu, na jehož poměry jsou výjimečné svojí konstrukcí, vzhledem i cestovním komfortem. 
Stejně jako jiné tehdejší motorové vozy a jednotky z ostatních zemí Evropy přebraly mnoho prvků z konstrukce automobilů a vyznačovaly se množstvím originálních technických řešení. Podnětem a částečnou inspirací pro vznik řady M 290.0 byly italské motorové vozy Fiat Littorina typu ALb 80. Podobně jako v současnosti se i tehdy v bohatších státech vysokorychlostní vlaková doprava rozvíjela ve větším měřítku a dosahovala i významnějších úspěchů. 
Vedoucím vývoje vozů M 290.0 byl Hans Ledwinka, hlavní konstruktér známých tatrováckých automobilů, ze kterých byl odvozen aerodynamický tvar skříně vozů podle návrhu Paula Jaraye – šlo o vůbec první přísně aerodynamicky tvarovaná vozidla u ČSD. Na designu Slovenské strely se podílel designér Vladimír Grégr, který navrhoval interiér a patrně také vnější výtvarné řešení vozu. Světově unikátním byl elektromechanický přenos výkonu, patentovaný vynález vsetínského elektrotechnika Josefa Sousedíka. Tento druh přenosu spolu s výkonnými motory a nízkou hmotností umožňoval velmi dynamickou jízdu. Vozy byly zkonstruovány pro maximální rychlost 130 km/h a v několika úsecích, kde to stav trati dovoloval, touto rychlostí běžně jezdily. V pořadí druhý vyrobený vůz dosáhl během zkušební jízdy 3. června 1936 rychlostního rekordu ČSD 148 km/h.
S vývojem a výrobou vozů se začalo již v roce 1934. Do pravidelného provozu byly zařazeny 13. července 1936, přičemž jezdily na motorovém rychlíku Slovenská strela Bratislava–Brno–Praha a zpět. Díky svým jízdním vlastnostem, pouze jediné zastávce, postupující rekonstrukci traťového svršku, nejvyšší prioritě a postupně optimalizovanému jízdnímu řádu zdolávaly trasu v posledním roce předválečného provozu za 4 hodiny 18 minut (zpátky do Bratislavy o minutu více) včetně tříminutové zastávky v Brně. To odpovídá cestovní rychlosti 92 km/h; Strela byla již od zavedení nejrychlejší vlakový spoj ČSD. Tato jízdní doba, resp. rychlost, na uvedené trase zůstala následující desítky let z mnoha příčin nepřekonaná – zejména proto, že železnice za komunismu se neorientovaly na rychlost a komfort, ale na velké přepravní výkony v nákladní dopravě. Podobné jízdní doby byly znovu dosaženy teprve po roce 2000 (avšak již s více zastávkami, kapacitnějšími soupravami a v pravidelném dvouhodinovém taktu) a v posledních letech se ustálily na hodnotách okolo 4 hodin.
Vlakový spoj Slovenská strela byl zaveden, aby umožnil podnikat jednodenní návštěvy hlavního města Prahy. Byl poprvé v historii ČSD povinně místenkový a již během prvního roku provozu nastávaly situace, kdy samostatný vůz se 72 místy k sezení kapacitně nestačil poptávce. Cestujícím vozy nabízely pohodlný interiér 2. cestovní třídy (třídy byly tehdy 3) včetně roznášky nápojů i jednoduchých teplých pokrmů až na místo. Cena jízdenek odpovídala zaměření spoje zejména na majetnější občany – politiky, vyšší úředníky a podnikatele.
Po rozpadu Československa v březnu 1939 provoz spoje ukončen, oba vozy zůstaly pro nedostatek paliva odstaveny a v dalších letech za druhé světové války vyjížděly jen zřídka kvůli udržení technické způsobilosti. Po válce se v provozu obnoveného spoje Slovenská strela vozy M 290.0 střídaly s německými motorovými jednotkami, které zůstaly u ČSD jako válečná kořist a poskytovaly srovnatelně pokrokové technické řešení, avšak měly větší kapacitu a úroveň pohodlí. Vozy M 290.0 se tím pádem uvolnily na nasazení i na jiných spojích, ale i přesto do pravidelného provozu zasahovaly stále méně. Od přelomu 40. a 50. let dále sloužily už jen jako záloha pro vládní jízdy.
První vyrobený vůz byl definitivně vyřazen roku 1953 a než roku 1960 vyhořel a byl sešrotován, sloužil jako zdroj náhradních dílů pro druhý vůz. Druhý vůz, se kterým byl dosažen rychlostní rekord, vykonána první pravidelná jízda z Bratislavy do Prahy a kterým byla po válce podnikána většina vládních cest na Norimberský proces, byl definitivně vyřazen až v roce 1960, kdy byl předán Technickému muzeu Tatry. V devadesátých letech, kdy byla Tatra privatizována, přešel i tento vůz spolu s ostatními exponáty do soukromého vlastnictví. Roku 2000 získal vůz status kulturní památky a v roce 2010 byl coby první vlak v Česku prohlášen národní kulturní památkou.
Po desetiletích chátrání proběhla v letech 2018–2021 jeho celková rekonstrukce s cílem obnovit podobu ze 30. let a vrátit ho v provozuschopném stavu zpět na koleje, včetně zachování Sousedíkova systému pro přenos výkonu i původní maximální rychlosti. Restaurátorům napomáhaly stovky dochovaných technických výkresů i vysoce kvalitní původní fotografická dokumentace výroby vozu. Současně byl v Kopřivnickém muzeu postaven nový výstavní pavilon, který vozu poskytuje lepší ochranu než původní venkovní zastřešené stání.
Řada M 290.0 se svou konstrukční rychlostí 130 km/h v segmentu motorových vozů a jednotek v Česku stále zůstává nejrychlejším strojem domácí výroby, který kdy byl v pravidelném provozu. Na Slovensku prvenství převzaly od roku 2011 jednotky řady 861. Při započtení vozidel zahraničních výrobců řadu M 290.0 překonaly také jednotky z maďarského Ganzu[které?] a již zmíněné německé kořistní vlaky, které nadále zůstávají nejrychlejšími motorovými vozidly v Československu i jeho nástupnických státech.

## Popis
Při vývoji řady M 290.0 Tatra zužitkovala své zkušenosti jak se stavbou železničních vozů, tak s výrobou automobilů. Na vozy se tím pádem dostalo mnoho prvků z konstrukce automobilů. Byly například opatřeny výrazně aerodynamickým tvarem vozové skříně (jako první motorové vozy, přesněji vůbec první hnací vozidla ČSD), upravenými motory z nákladních automobilů, brzdami podobnými bubnovým či okny autobusového typu. I unikátní elektromechanický přenos výkonu byl původně navržen pro automobil.

### Podvozky, hnací a brzdové ústrojí

#### Podvozky, nápravy a vypružení
Každý vůz měl dva dvounápravové podvozky s vnitřním příhradovým rámem a neobvykle velkým rozvorem 4150 mm. Podvozky byly ojedinělé také tím, že samotný rám byl výrazně kratší, než rozvor podvozku, a tedy že nápravy byly umístěny vně hlavní části rámu. Uspořádání pojezdu bylo (1A)’ (A1)’, tedy na každém podvozku vnitřní dvojkolí hnací a vnější volné. Dvojkolí byla uložena pomocí naklápěcích válečkových ložisek švédského výrobce SKF. I dvojkolí byla netradičně řešena, celistvá kola o průměru 920 mm byla odlita z jednoho kusu materiálu, s osmi vyřezanými otvory pro odlehčení a zároveň pro chlazení brzd – vnitřní plocha věnce kola byla upravena na brzdicí plochu a sloužila v podstatě jako brzdový buben. Jízdní plochy kol měly nezvyklou kuželovitost 1 : 40 a 1 : 20. Nový tvar kol spolu s rozvorem podvozku napomáhal ke klidnému chodu vozidla.
Vypružení náprav (tzv. primární vypružení) zajišťovala u každého kola dvojice obrácených listových pružnic, které se jedním koncem opíraly o rám podvozku a druhým o ložiska na nápravách. Skříň byla na podvozcích uložena pomocí postranních kluznic vypružených (sekundární vypružení) vždy dvěma šroubovými pružinami.

#### Spalovací motory

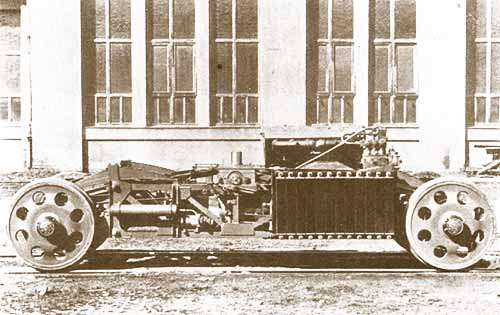
Březen 1936: Podvozek s kompletní pohonnou soustavou – motorem Tatra 67 (tedy prozatím ještě dieselovým), stejnosměrným generátorem a elektromotorem. Hnací náprava je na snímku vlevo.

Přímo do podvozků byly instalovány hnací agregáty – šestiválce Tatra 67. Motory tohoto typu Tatra vyráběla v licenci MAN-Bosch-Acro v letech 1933–1939, byly jimi osazovány nákladní automobily a autobusy Tatra 24 (v závislosti na motoru nesly vozy různá označení; tyto konkrétně Tatra 24/67). Stejnými motory byly vybaveny také železniční motorové vozy řady M 232.1 z roku 1933.
Motory Tatra typu 67 byly vznětové, měly zdvihový objem 16 625 cm³, průměry válců 140 mm a zdvih pístů 180 mm. Při 1400 ot/min dosahovaly výkonu 140 koní (103 kW). V automobilech měly nominální spotřebu nafty 45 l na 100 km. Po osazení na Slovenskou strelu se ale jízda zdála být příliš hlučná, a tak byly motory ještě v průběhu výroby vozů přestavěny na spalování benzinu, čímž se problémy s hlukem a vibracemi zmírnily. Upravené motory dostaly označení Tatra 68 a při 1360 ot/min dosahovaly výkonu 165 koní (121 kW).
Jako palivo se používala lihobenzínová směs či Dynalkol. Dvě nádrže v čelech vozů (umístěné po levé straně sedadla strojvůdce) měly po zvětšení v návaznosti na přestavbu motorů na benzinové objem každá po 190 l a rezervní oddíl o objemu 30 l. Výfukové plyny měly být podle původního návrhu vedeny ohebnou hadicí na střechu vozu do aerodynamicky tvarovaných výfuků (komínků), avšak toto řešení se záhy ukázalo jako nefunkční a tak byly nakonec vyústěny přímo pod vůz. Motory byly opatřeny vodním chlazením s nezávisle poháněnými ventilátory.
Kromě pohonu vozu samotného sloužily motory také k pohonu čerpadla chladicího vodního okruhu, ventilátoru chladiče a tříválcového pístového kompresoru, který stlačeným vzduchem zásoboval brzdový systém a pomocná pneumatická zařízení.

#### Elektromechanický přenos výkonu
| „Mechanicko-elektrický převod hnací síly u Slovenské strely snažil jsem se vyřešiti tak, aby spojoval přednosti obou výše popsaných převodů a zároveň byl prost jejich nevýhod. To vyžaduje, aby při nižších rychlostech, a to zejména při rozjíždění vozů působil jako převod elektrický, který by při vyšší rychlosti přešel samočinně v převod mechanický, prostý energetických ztrát převodu elektrického.“ |
| Josef Sousedík časopis Měsíc, vydání z července 1936 |

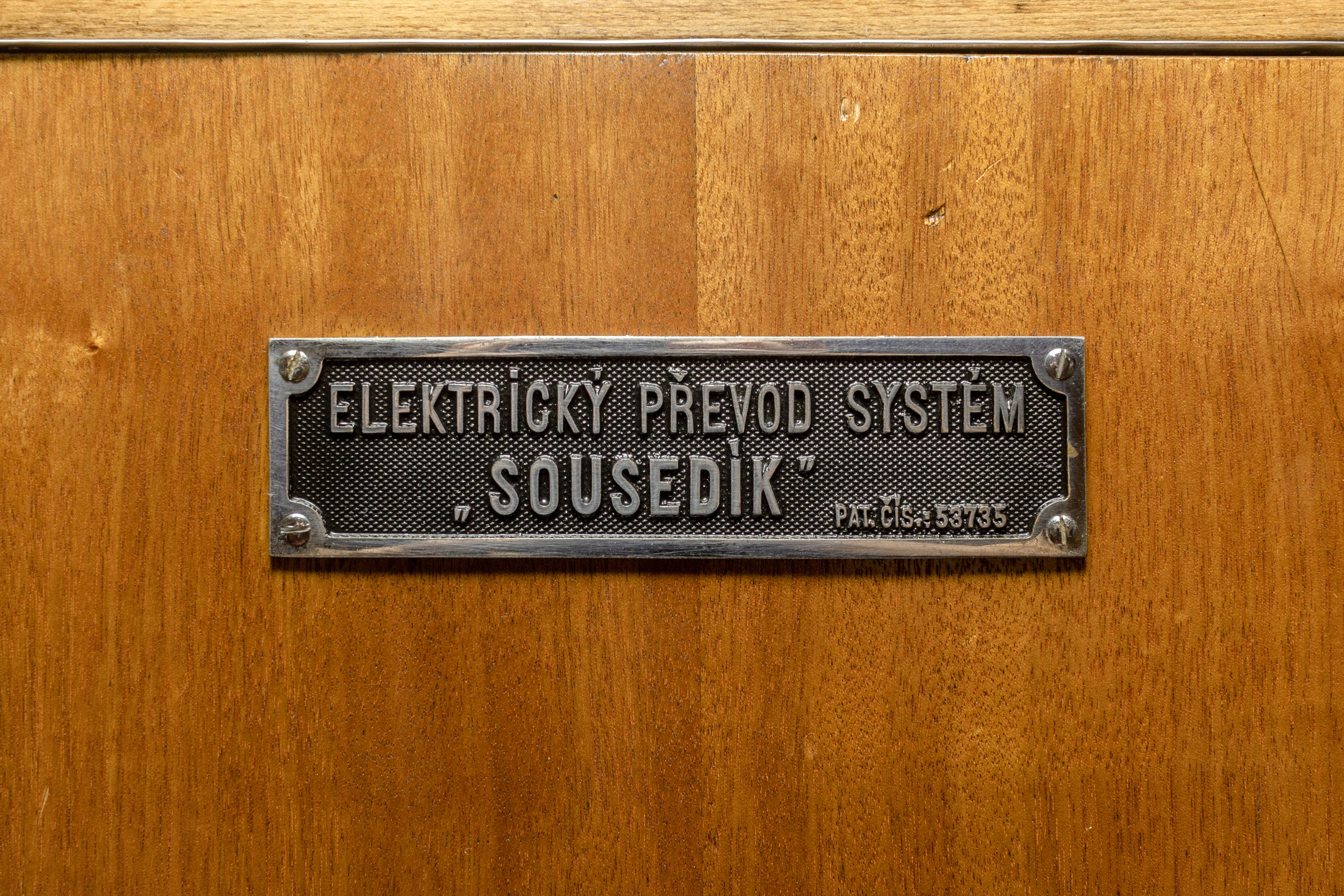
Na patentovaný Sousedíkův převod výkonu upozorňuje i tabulka přímo na stanovišti řidiče.

Jedinečný byl ve své době pokrokový, patentovaný elektromechanický přenos výkonu z motoru na nápravu navržený Josefem Sousedíkem. Do té doby byly železniční vozy vybavovány přenosem buď čistě mechanickým, tzn. převodovou skříní, nebo čistě elektrickým; v některých zemích včetně Československa se nově experimentovalo také s převodem hydraulickým.
Sousedíkovo řešení spočívalo v tom, že ke spalovacímu motoru byl připojen ještě stejnosměrný generátor a trakční elektromotor. Při rozjezdu a nízkých rychlostech se spalovacím motorem roztáčel stator generátoru a indukovaným proudem se poháněl elektromotor, jinak řečeno výkon byl přenášen elektricky. Při dosažení rychlosti přibližně 82 km/h, v závislosti na otáčkách motoru, došlo k automatickému sepnutí elektromagnetické lamelové spojky (příslušný kontrolér mohl strojvedoucí ovládat i ručně), čímž se odstavil generátor a výkon motoru byl přenášen mechanicky přímo hřídelí bez jakéhokoliv dalšího převodování.
Podstatnou výhodou Sousedíkova systému byl přenos plného krouticího momentu spalovacího motoru přímo na hnací nápravu, a to již od rychlostí blízkých nule. Oproti obyčejnému mechanickému přenosu výkonu Sousedíkovo řešení umožňovalo vozům právě díky vyššímu záběrovému momentu elektrického přenosu klidnější rozjezd bez nepříjemného škubání a zároveň s velkým zrychlením. Další výhodou bylo jednoduché ovládání vozu, vyšší účinnost a tím pádem úspornější provoz.
Záznamy v tatrováckém archivu dokládají, že Sousedíkův systém na Strele fungoval téměř bezproblémově a pokud se na voze něco porouchalo, byly to zpravidla spalovací motory.

#### Brzdy
Vozidlo brzdilo běžnou tlakovzdušnou brzdou systému Knorr, která působila brzdovými čelistmi na zmiňované vnitřní strany věnců kol. Brzdové obložení tvořily azbestové destičky značky Ferodo. Jako doplňková sloužila ruční mechanická brzda, působící vždy jen na přilehlý podvozek.
U zahraničních motorových vozů a jednotek, jako např. Littorina, Bugatti a Létající Hamburčan, se tehdy používala klasická bubnová brzda převzatá z automobilů, která se ale u vlaků často ukazovala jako nedostatečná a mající problémy s přehříváním. V případě Strely se těmto neduhům konstruktéři vyhnuli tím, že roli brzdového bubnu plnilo kolo samotné. Avšak brzdění zevnitř velmi namáhalo kola.

#### Ovládání
| „Technické vybavení, ovládané řidičem, je celkem dosti jednoduché, neboť přesné záznamní zařízení rychle a pečlivě zpravují řidiče pohasnutím červeného světla, že to nebo ono není v pořádku a nápravu lze provésti rychle a prakticky, ať jde o nedostatek mazného oleje nebo chladící vody a pod. Večer je trať na hezkou vzdálenost osvětlována reflektory, pro případ deště jsou vmontovány před hledí tři automatické stírače, pohybující se po šestimilimetrovém nerozbitném skle.“ |
| Za svobodné Československo, vydání z 23. června 1946 |

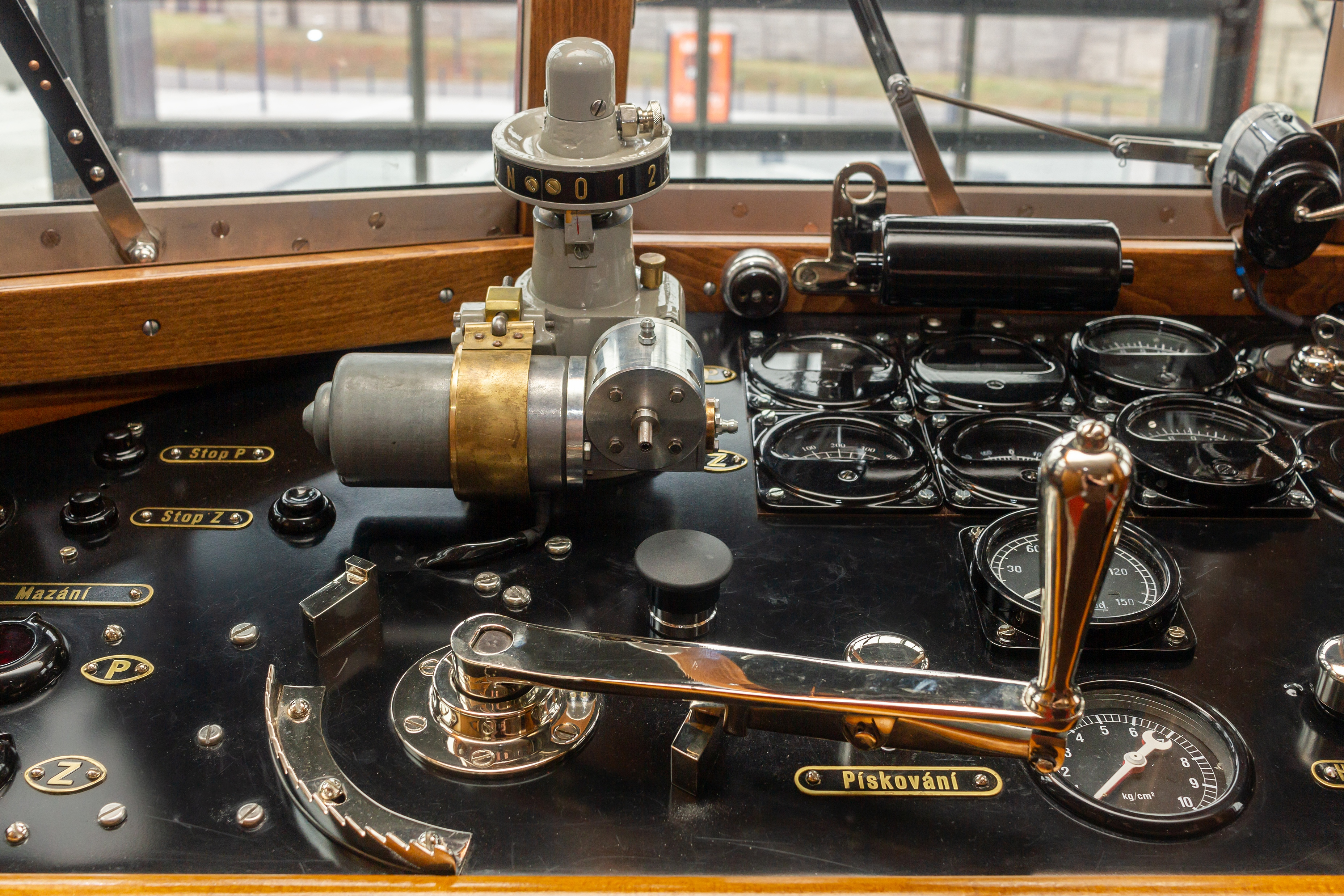
Řídicí pult – detail akcelerační páky a automatického kontroléru. Toto Sousedíkem zkonstruované zařízení strojvedoucím značně zjednodušovalo ovládání vozu.

Ve srovnání s jinými tehdejšími i současnými motorovými vozy byl způsob řízení velmi odlišný, nikoliv však náročný. Obsluha vozu byla samotným Sousedíkem označována jako zvlášť jednoduchá, díky čemuž se strojvedoucí mohl více soustředit na sledování trati.
Strojvedoucí motorového vozu (v dobové terminologii řidič) levou rukou ovládal akcelerační páku a pravou rukou brzdu. Sousedíkem zkonstruovaný kontrolér ve spojení s akcelerační pákou a odstředivým regulátorem zajišťoval automatické řazení rychlostí elektromotoru a ovládal i spalovací motor, pro potřeby posunu bylo možné i tento kontrolér řídit ručně.
Rychlost zaznamenával registrační rychloměr Hasler. Červená světla na přístrojové desce informovala o teplotě a případném nedostatku chladicí vody, nedostatku mazacího oleje a nastaveném směru jízdy, který se přepínal zubovou spojkou. Při případné poruše jednoho z agregátů bylo možné postavit zubovou spojku do střední polohy (mimo záběr), tím neprovozní motor odstavit a s druhým motorem nouzově dojet.
Pro vyšší bezpečnost byly vozy po vzoru Modrých šípů vybaveny zařízením, které by v případě, že strojvedoucí přestane reagovat, automaticky odpojilo spalovací motory a zastavilo vlak. Pod přístrojovou deskou byl pedál, který musel být sešlápnut, jinak vůz zastavil. V podstatě šlo o předchůdce zařízení na kontrolu bdělosti používaného na českých a slovenských železnicích v současné době.

#### Jízdní vlastnosti

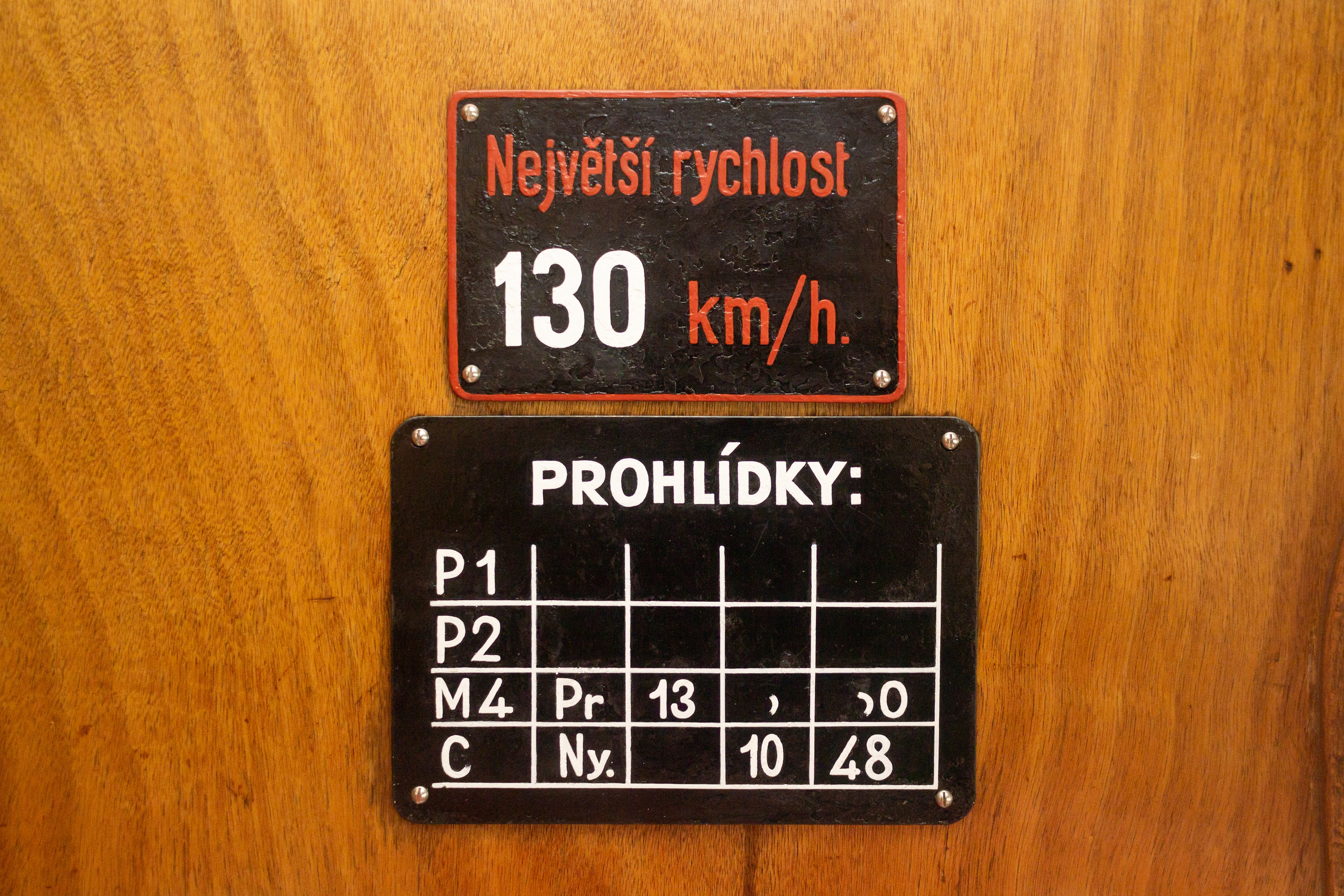
Tabulka na stanovišti řidiče – největší rychlost 130 km/h.

Vozy byly navrženy na konstrukční rychlost 130 km/h, během zkušebních jízd dosahovaly bez zvláštních nesnází rychlostí okolo 140 km/h. Na rekonstruovaných úsecích hlavních tratí, kde to směrové poměry dovolovaly, měla řada M 290.0 v běžném provozu povolenu rychlost 130 km/h. Rozjíždění bylo díky elektromotoru Sousedíkova systému velmi klidné, tiché a především svižné – byla to nejen konstrukční rychlost, ale také dynamika jízdy, co Strele umožňovalo krátit jízdní doby.
| „Na trati z Prahy do České Třebové zůstává ještě příliš mnoho nedobudovaných úseků, jež nám brání, abychom jezdili tak rychle, jak by dovolovaly dokonalé stroje. Těch několik úseků, kde jsou již nejmodernější kolejnice, staniční vjezdy a výhybky, to jen podtrhuje. Slovenská strela na takovém úseku u Velimy jede bez jediného otřesu rychlostí bezmála 145 km za hodinu, zatím co o pár kilometrů dále se nebezpečně zmítá na nedokonalé trati v rychlosti skoro o polovinu menší. Ovšem tuto výstrahu mírní vědomí, že všude se pracuje největší rychlostí na opravách, všude leží pásy připravených kolejnic, přestavují se mosty a budují ostatní zařízení. “ |
| Lidové noviny, polední vydání z 1. července 1936 |

Československé tratě totiž tehdy (podobně jako dnes) trpěly mnoha lokálními propady rychlostí a dlouhých souvislých úseků na vysoké rychlosti nebylo mnoho. Na zhlavích dosud nezrekonstruovaných stanic na hlavní trati bylo potřeba brzdit na 60 km/h. Právě v takových případech přišla dynamika jízdy Strely vhod. Během zkušebních jízd bylo poukazováno na to, že vyšších rychlostí a klidnějšího chodu vozidel by bylo možné dosáhnout zřízením bezstykové koleje, která se již tehdy ve vyspělejších státech zaváděla. I v rámci omezení tehdejšího stavu infrastruktury byla jízda Strelou hodnocena jako tichá a bez otřesů.
Z nuly na rychlost 130 km/h Strela zrychlila za zhruba 3 minuty po ujetí 4,4 km, čímž hravě předčila svou předlohu, italský vůz Fiat Littorina ALb 80, který údajně potřeboval na stejnou rychlost 6 minut a dráhu asi 10 km. Na stoupání 5 ‰ Strela dosáhla maximální rychlosti po 7170 metrech. Dobrými parametry se vyznačovalo také brzdění. Na spádu 6,7 ‰ vůz zastavil z rychlosti 105 km/h po použití rychlobrzdy zhruba za 25 s na dráze 400 m. Zde byla ovšem pro změnu lepší Littorina, která při předváděcí jízdě v ČSR zabrzdila z rychlosti 120 km/h na spádu 2 ‰ na 190 metrech a na spádu 4 ‰ na 240 metrech.
Ve srovnání s Modrým šípem (pravděpodobně myšlena řada M 274.0 ze Škody Plzeň) byla Slovenská strela hodnocena jako stabilnější na výhybkách a vykazovala třicetiprocentní úsporu paliva.
O konkrétní spotřebě paliva se dostupné prameny nezmiňují, až na dvě výjimky. Dochoval se údaj z roku 1936, kdy během vůbec první zkušební jízdy podle jízdního řádu Strela spotřebovala 66 litrů na 100 km. Dále pak z nasazení na trasu Praha–Ostrava v roce 1945, na kterou Strela spotřebovala v jednom směru 265 litrů, což byla tehdy v porovnání s jinými motorovými vozy velmi slušná hodnota.

### Vozová skříň, interiér a vzhled

#### Tvar skříně a barevné řešení

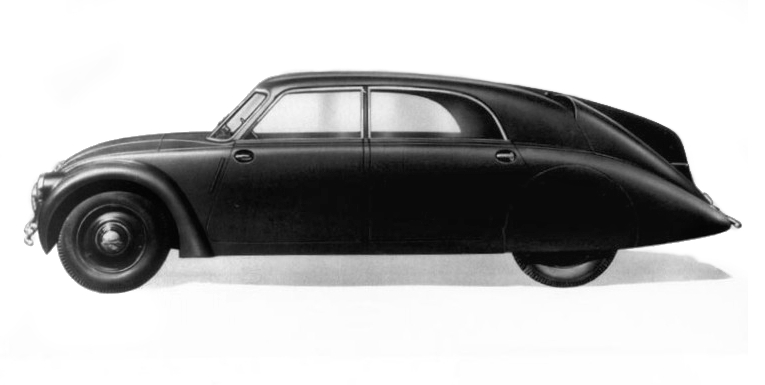
Tatra 77, světově první sériově vyráběný automobil s aerodynamickou karosérií Paula Jaraye. Vyráběl se mezi lety 1934–1938. Zadní část toho vozu (a zejména pak nástupnických Tater 87 a 97) je tvarově podobná Slovenské strele.

Vozová skříň byla s ohledem na úsporu hmotnosti provedena jako samonosná. Kostra skříně byla elektricky svařena z tenkostěnných ocelových trubek kruhového a čtyřhranného průřezu. Skříň dostala proudnicový tvar, jehož vhodnost byla na modelu ověřena zkouškou v aerodynamickém tunelu. Tvarování vycházelo z tehdejší nové generace proudnicových automobilů Tatra (která začala v roce 1934 Tatrou 77, prvním sériově vyráběným aerodynamickým autem na světě), podobnosti Strela nese zejména s pozdějšími Tatrami 87 a 97, které vznikaly ve stejné době jako Strela a rovněž pod vedením Hanse Ledwinky. 
Za karoserii zmíněných automobilů byl zodpovědný Erich Übelacker a samotný tvar vycházel z návrhů Paula Jaraye, jednoho z konstruktérů vzducholodí Zeppelin a pozdějšího majitele švýcarské firmy pro vývoj proudnicově tvarovaných karosérií dopravních prostředků, který přímo či nepřímo zavedl přísně aerodynamické tvarování vozidel u mnoha světově významných automobilek. Jeho přístup byl na svou dobu mimořádný tím, že proudnicové tvarování aplikoval na vozidla nikoliv jen jako estetický prvek, ale celistvě a funkčně, což se podepsalo i na designu řady M 290.0. 

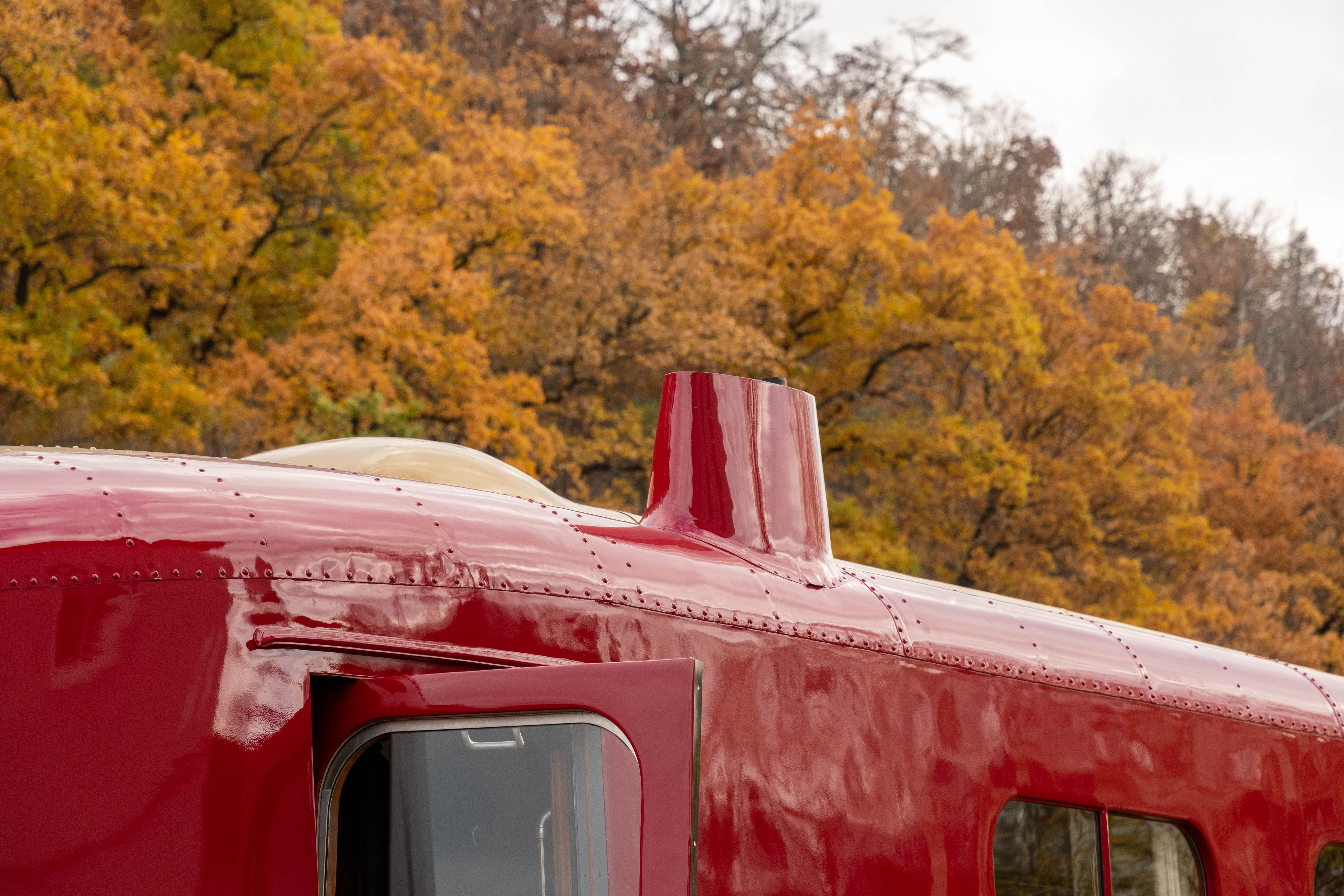
Proudnicové tvarování řady M 290.0 bylo řešeno celistvě a funkčně – kromě čel bylo použito na větrací kanál a komínky na střeše i na opláštění spodku vozu.

A tak byl například aerodynamicky oplášťován i spodek Strely, a to lehkým hliníkovým plechem. Střecha z pozinkovaného plechu byla ke skříni přinýtována a nacházely se na ní komínky a větrací kanál, taktéž aerodynamicky tvarované.
Původní vnější nátěr vozu byl višňově červený s částečným přesahem do střechy, horní část střechy byla v barvě starého zlata a podvozky s koly v barvě návěstní šedi.

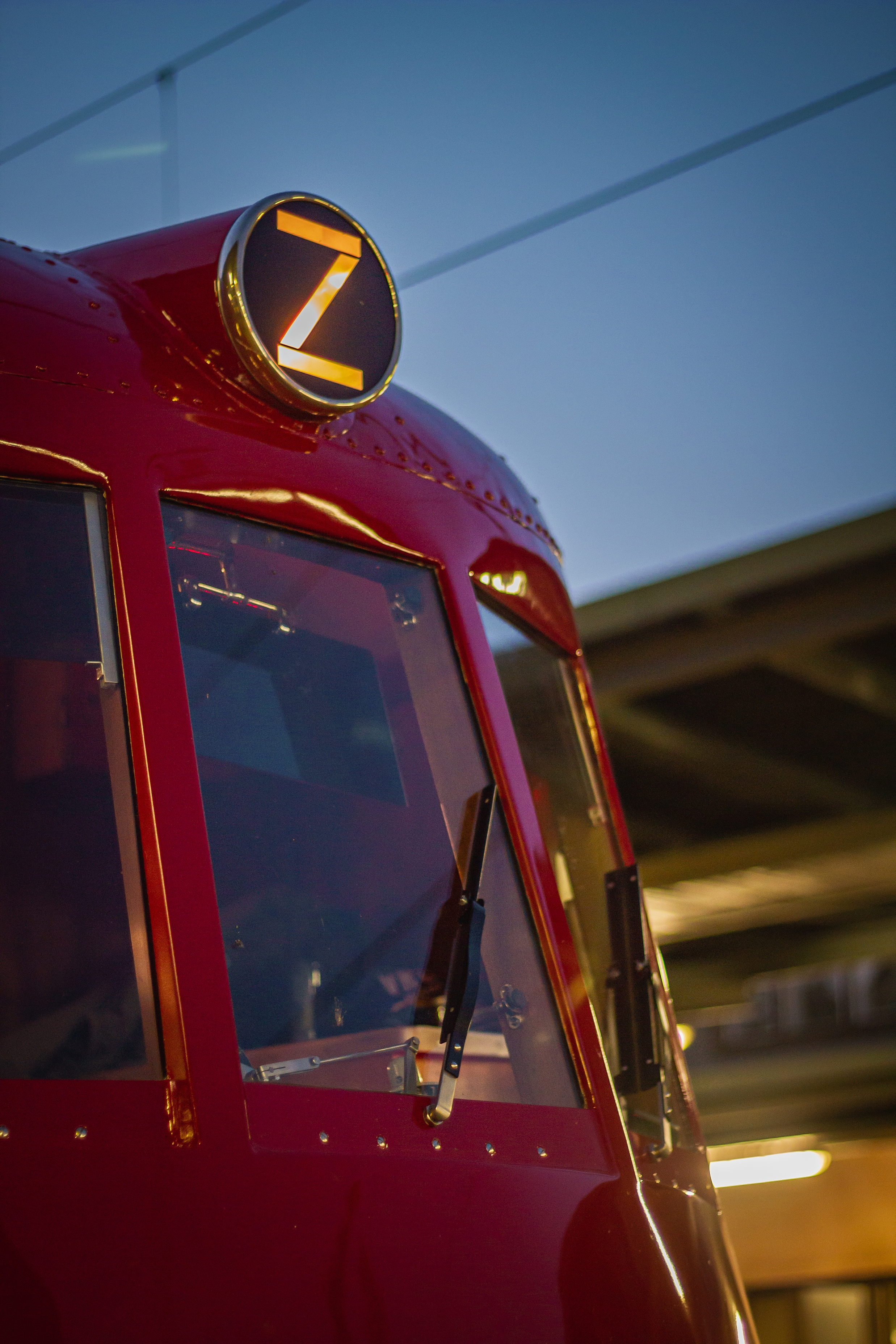
Poziční svítilna nad čelními okny označující v duchu dobových předpisů zadní stranu vozidla.

Hnací vozidla prvorepublikových ČSD běžně zdobila tzn. vlastnická značka (reliéf malého státního znaku) s přesně předepsaným umístěním, rozměry i přípustnými materiály. Na Slovenské strele byl znak pojat více reprezentativně – v podstatně větší velikosti zdobil čela vozů. Oproti tehdy běžnému provedení byl doplněn o písmena ČSD a namísto tradiční mosazi či bronzu odlit z elektronu – velmi lehké slitiny hořčíku a hliníku, používané v té době v automobilovém a leteckém průmyslu.
Čela vozu, ve kterých se nacházela stanoviště strojvedoucího, nebyla průchozí, neboť vozy řady M 290.0 byly navrženy k provozu bez přípojných vozů – proto nebyly vybaveny klasickými nárazníky ani spřáhly, pouze drobnými oky pro případný nouzový odtah. Nad čelními okny byla umístěna prosvětlená velká písmena P a Z, která v duchu tehdejších předpisů pro posun označovala přední a zadní stranu vozidla. Později bylo v souvislosti se změnou předpisů označení odstraněno a reflektory upraveny na klasické.

#### Vybavení interiéru
Stanoviště strojvedoucího bylo původně vybaveno dvěma sedadly – pevným sklopným pro strojvedoucího v ose vozu a vlevo od něj přenosným sklopným pro průvodčího.
Prostory nad motory byly uzpůsobeny k uložení velkých zavazadel, chráněny pletivem a uzamykatelné. V provozu se pro zavazadla využíval vždy prostor na stanovišti zadním ve směru jízdy. Na levé straně prostoru nad motory, poblíž strojvedoucího, byla umístěna palivová nádrž a naproti ní hasicí přístroj.
Nástupní prostory se nacházely v obou čelech vozu. Po jedné straně dveří do oddílu byly toalety, ve kterých byl kvůli snaze redukovat hmotnost vozu keramický obklad nahrazen rucolitem a zrcadlo leštěným hliníkovým plechem. Na toaletách byly stejně jako v kuchyňce rozvody teplé i studené vody. Po druhé straně dveří do oddílu byla skříň s vytápěcím kotlem a prostorem k uložení jídelních stolů. Kromě oddílů pro cestující a toalet byla podlaha pokrytá marmoleem v barvě berlínská červená.

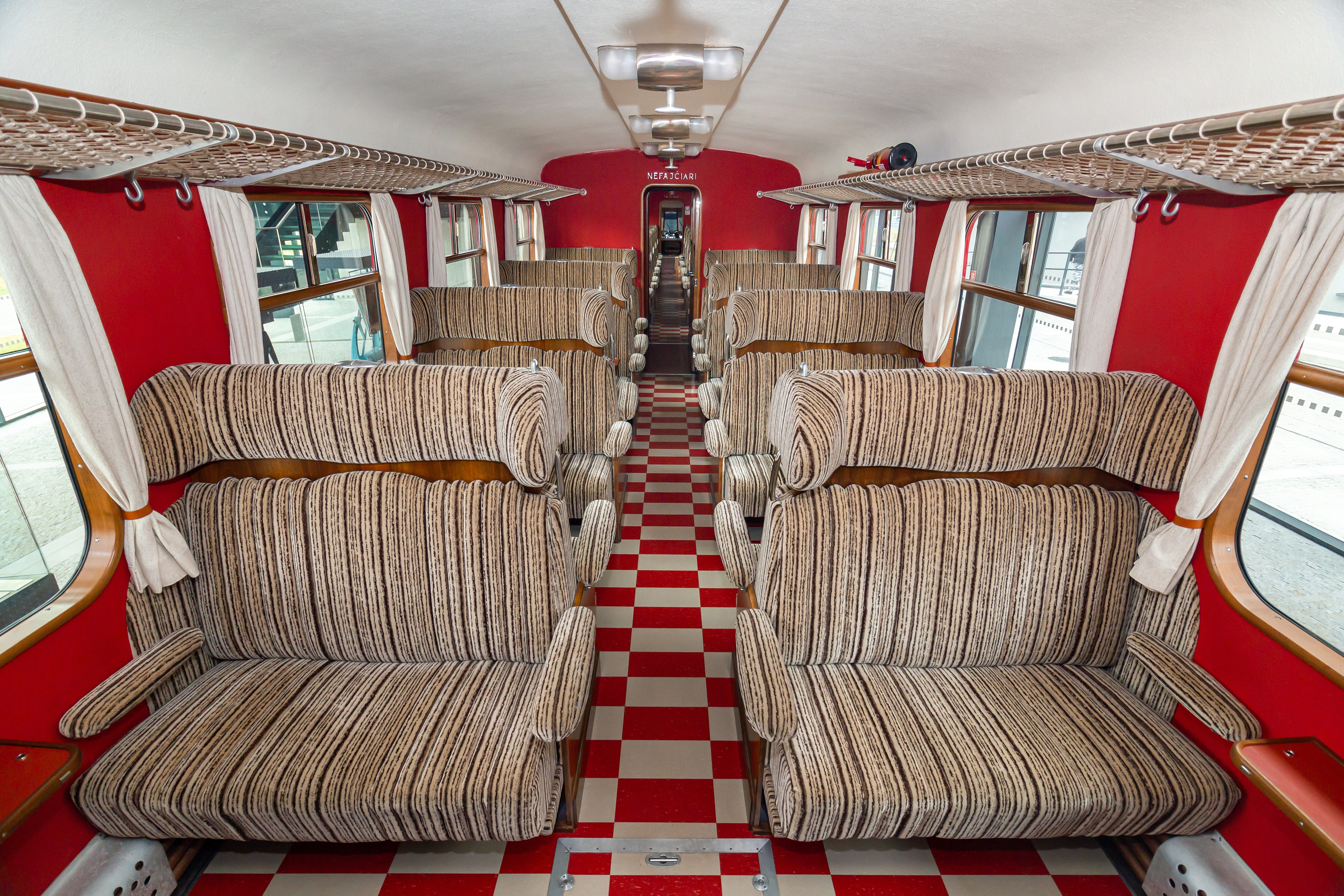
V tehdejší době tří vozových tříd nabízely vozy 72 míst ve 2. třídě. Občerstvení bylo servírováno na rozkládacích stolech. Stav po renovaci v letech 2018–2021, která se snažila co nejvíce přiblížit podobě z roku 1936.

Protože ministerstvo objednalo samostatné vozy namísto jednotek, požadovalo umístit do nich co nejvíce sedadel i za cenu menších roztečí. Strela tak nabízela celkem 72 míst k sezení, z toho 40 v kuřáckém oddíle a 32 v nekuřáckém. Oba oddíly byly vedeny jako 2. vozová třída a vybaveny polstrovanými sedadly s měkkým pérováním. Sedadla šířky 1,15 m byla v uspořádání 2+2 proti sobě. Původní potahy měly podle dobových popisů barvu bílé kávy s hnědým žíháním. Kuřácký oddíl byl navíc vybaven hliníkovými popelníky pod každým oknem. Stěny byly obloženy překližkovými deskami, potaženy purpurovým umělým pergamenem a orámovány matnými hliníkovými lištami, strop byl bílý. Podlahu pokrývala červenobéžová korková šachovnice a do středové uličky nechal architekt Vladimír Grégr dodatečně narychlo umístit ještě rudý koberec ve snaze chránit korek před opotřebením. Dveře do oddílů tvořil dubový rám pokrytý leštěnou ořechovou dýhou.
V prostoru oddělujícím oddíly byla na jedné straně středové uličky kuchyně a na druhé přípravna občerstvení. Většinu přípravny zabírala lednice, která ke chlazení využívala skutečný led. Kuchyňka sloužila k přípravě nápojů a jednoduchých pokrmů, byla vybavena elektrickým vařičem a dvěma ohřívacími hrnci na 24 V, bojlerem Siemens Protos na 220 V a nádobou na omývání. Občerstvení bylo servírováno přímo na místo, pro tyto příležitosti byl vůz vybaven 9 přístavnými stoly – 4 pro menší oddíl a 5 stolů pro větší oddíl bylo uschováno ve skříni v přiléhajícím nástupním prostoru. V literatuře se lze setkat se starší verzí výkresů, ve kterých byla kuchyně navržena jako sloučená s přípravnou na jedné straně uličky, naproti přes uličku se nacházela dvojice toalet (nástupní prostory byly plánovány menší a měly se v nich nacházet pouze kotle a skříně na jídelní stoly). Umístění lednice bylo totiž pro konstruktéry oříškem, protože pozice uprostřed vozu obnášela rozdělit obvod topení na dvě části a každou obsluhovat zvlášť.
Ve voze se nacházel akumulátor o napětí 12 V a kapacitě 220 Ah, obvody na osvětlení tvořila soustava ERA 24 V.

#### Větrání, izolace a topení
Interiér byl větrán střešním ventilačním kanálem, aby nebylo nutné za jízdy vysokou rychlostí otvírat okna a nevznikal průvan. Právě kvůli obavám z průvanu byla okna v oddílech pro cestující řešena podobně jako v autobusech. Malá, posuvná okénka v horní části oken dle dobového popisu dostačovala na to, aby z nástupiště do vozu bylo možné podat například noviny. Okna na toaletách byla výklopná a okna ve dveřích stahovací.
Stěny vozu byly s ohledem na co nejnižší hmotnost vyplněny čtyřmi vrstvami hliníkové fólie Alfol, zajišťující tepelnou izolaci. Listy fólie byly dovnitř kostry vloženy volně a upevněny obyčejnou režnou nití.
Topení bylo řešeno jako teplovodní se samočinnou regulací teploty, využívající dva malé stáložárné článkové kotle Ostrak na koks umístěné ve skříních v obou nástupních prostorech. Ohřátá voda byla potrubím rozváděna do měděných topnic v oddílech. Kromě vytápění oddílů mohla voda také předehřívat motory, aby se v zimě nestartovaly studené, pokud byl vůz odstaven venku nebo mimo temperované stání.
V zimě ale přesto bývalo cestujícím chladno – jednak táhlo od oken a proto byly v mrazech na spodní třetinu oken připevňovány houně; a jednak mělo topení problém s oběhem vody, protože kamna byla umístěna výše než topný okruh.

### Označení a název

#### Označení řady M290.0

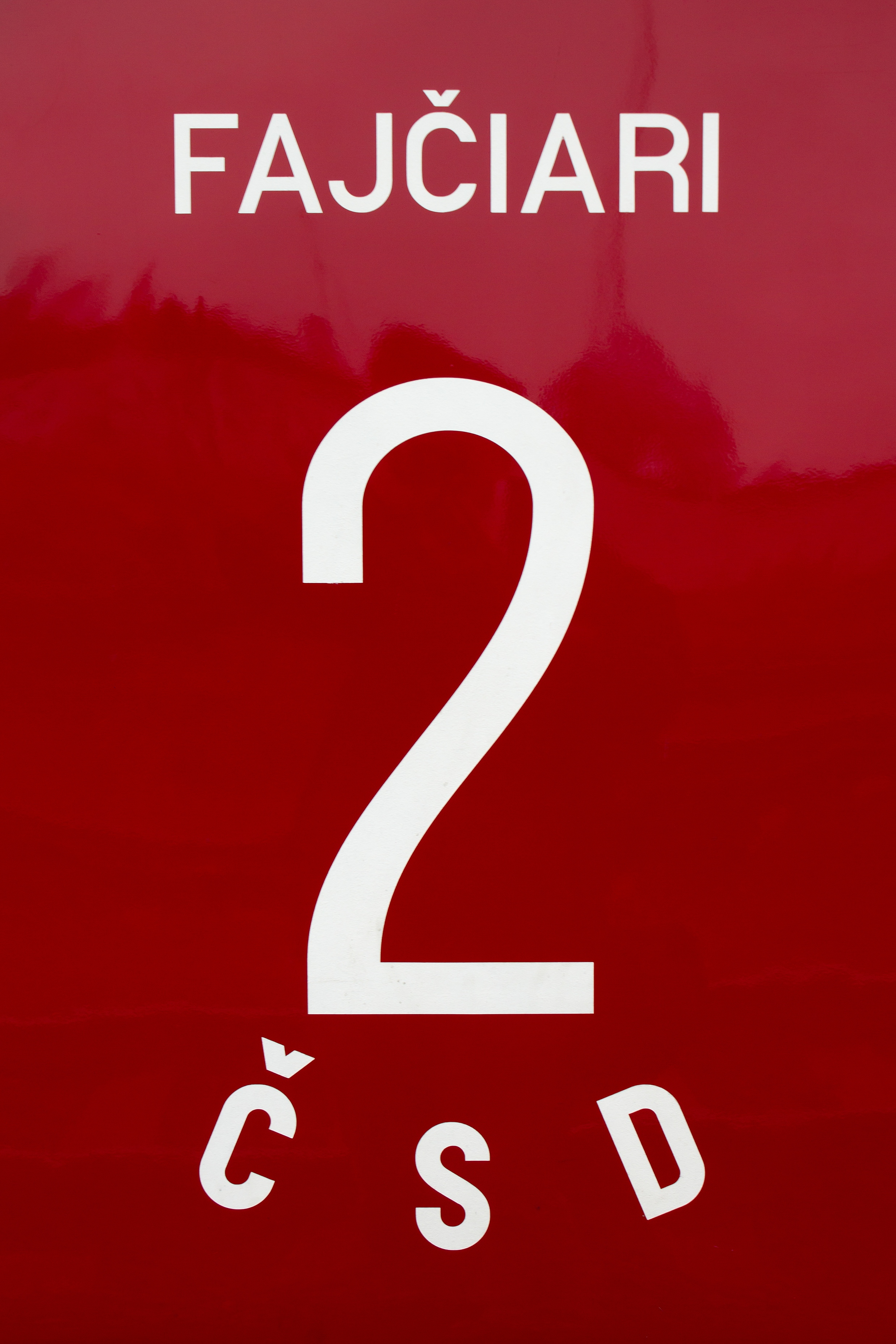
Označení na dveřích vozu M 290.002 přiléhajících ke kuřáckému oddílu.

Podle Kryšpínova systému značení, který se v Československu používal mezi lety 1921–1988, byla vozům přidělena řada M 290.0 a pořadová čísla 01 a 02. V pořadí první vyrobený vůz tedy nesl označení M 290.001 a druhý M 290.002. Šlo o první řadu motorových vozů, pravděpodobně i prvních hnacích vozidel vůbec, u kterých Kryšpínův systém již nedostačoval na zakódování nejvyšší povolené rychlosti (značení dokázalo reprezentovat jen rychlosti do 120 km/h; tento nedostatek se naplno projevil až o několik desetiletí později s rozšířením elektrických lokomotiv).
Oproti tehdejším zvyklostem, kdy označení hnacích vozidel mělo formu odlévané bronzové tabulky, mělo označení vozů M 290.0 s ohledem na co nejlepší aerodynamiku a úsporu hmotnosti pouze podobu lakovaných nápisů na skříni vozů.
Jediný dochovaný vůz M 290.002 během doby, kdy byl vystaven na veřejném prostranství v Kopřivnici, nesl nesprávné označení M 290.001. Jeho pravé označení mu bylo navráceno až při celkové renovaci v letech 2019–2021.
| M   | Typ vozidla: motorový vůz |
| 2   | Počet hnacích náprav: 2 |
| 9   | Konstrukční rychlost: 120 km/h nebo vyšší (k číslici se přičte trojka a výsledek se vynásobí deseti)                                                                          |
| 0   | Přibližná hmotnost na nápravu: 10 tun (k číslici se přičte desítka) |
| .   | |
| 0   | Konstrukční skupina v této řadě: 0 (číslice nekóduje žádný parametr vozidla – slouží pro odlišení řad vozidel se stejnými parametry, tedy s jinak shodným číselným označením) |
| 0 2 | Pořadové číslo: v pořadí druhý vyrobený vůz |

#### Název Slovenská strela
Ačkoliv podle dobového tisku byly v průběhu výroby vozů zvažovány názvy jako Létající Slovák či Létající Bratislavan, koncem května 1936 Ministerstvo železnic definitivně rozhodlo pro pojmenování Slovenská strela, pod kterým byly nové vlaky dále prezentovány. Všechny názvy vycházely z tehdejších trendů – například ve Spojeném království spojoval Londýn s Edinburghem vlak Létající Skot (Flying Scotsman) a Londýn s Paříží Zlatý šíp (Golden Arrow / Flèche d’Or), v obou případech přepychové parní expresy. V Německé říši slavila úspěchy motorová jednotka Létající Hamburčan (Fliegender Hamburger), ve Švýcarsku začínaly jezdit Rudé šípy (Rotter Pfeil), v Československu Modré šípy a dva roky po zahájení provozu Slovenské strely také Stříbrný šíp. Nutno zmínit, že německé slovo Pfeil lze do češtiny překládat jako šíp i střela. 
V drtivě většině případů se i v češtině až na výjimky ctí slovenský pravopis slova strela. Takto název běžně uváděly i v jinak česky psaných textech již prvorepublikové ČSD a tisk. S počeštěnou verzí střela se lze setkat jen velmi vzácně. Na dobových pohlednicích vydaných na počátku provozu je v české i slovenské variantě použito označení Slovenská strela, v německé Slowakische Pfeil, rovněž používané i v tisku.
Zpočátku označení vozů samotných a železničního spoje splývalo. V situacích, kdy se vysloveně jednalo o motorový vůz jako takový, běžně označení Slovenská strela používali konstruktéři Hans Ledwinka, Josef Sousedík a také samotné ČSD – například na pohlednicích, plakátu k oslavám výročí Vlárské dráhy či zprávě o hospodaření ČSD. Potřeba důsledněji rozlišovat mezi pojmenováním vlakového spoje a motorového vozu vyvstala až poté, co se na vozbu rychlíku Slovenská strela začala nasazovat i jiná vozidla, než řada M 290.0. Zejména po 2. světové válce se tak v tisku objevuje řada nejasností, způsobených právě používáním stejného názvu jak pro vůz, tak pro vlakový spoj.
Slovenská strela byla prvním oficiálně pojmenovaným vlakovým spojem čistě v režii Československých drah. Avšak úplně prvním pojmenovaným spojem na území Československa byl již za první světové války Balkanzug (Balkánský vlak), přepychový vlak zejména pro politiky, diplomaty a důstojníky, jezdící 2× týdně na trase Berlín–Istanbul na třech vozebních ramenech, z čehož jedno vedlo přes Prahu a další přes Bohumín a Žilinu. Provoz spoje skončil těsně před koncem války a jeho název v československém prostředí na nějaký čas upadl do zapomnění, než se od 15. května 1930 balkánský rychlík v nové podobě do jízdního řádu opět vrátil jako pár vlaků 147/148.

## Historie

### Nástup motorových vozů a poptávka po rychlém spojení Bratislavy s Prahou (20. a 30. léta 20. století)

#### Počátky a rozvoj motorové trakce u ČSD
Po první světové válce se vlivem všeobecného technického pokroku a rozvoje spalovacích motorů objevily dva nové způsoby dopravy konkurující železnici – auta a letadla. Zejména autobusy a automobily zapříčinily výrazný pokles počtu přepravených cestujících, nejvíce ve 2. a 1. třídě.
Ruku v ruce s tím od roku 1929 hospodářská krize způsobila i pokles nákladní železniční dopravy, jejíž příjmy dřív vyrovnávaly nevýdělečnou osobní dopravu. To spolu s železniční infrastrukturou nepřizpůsobenou na potřeby nově vzniklého státu a špatným vedením podniku způsobilo i krizi Československých státních drah (ČSD). Z iniciativy Ministerstva železnic byly hledány nové cesty ke zlevnění a zrychlení železniční dopravy.

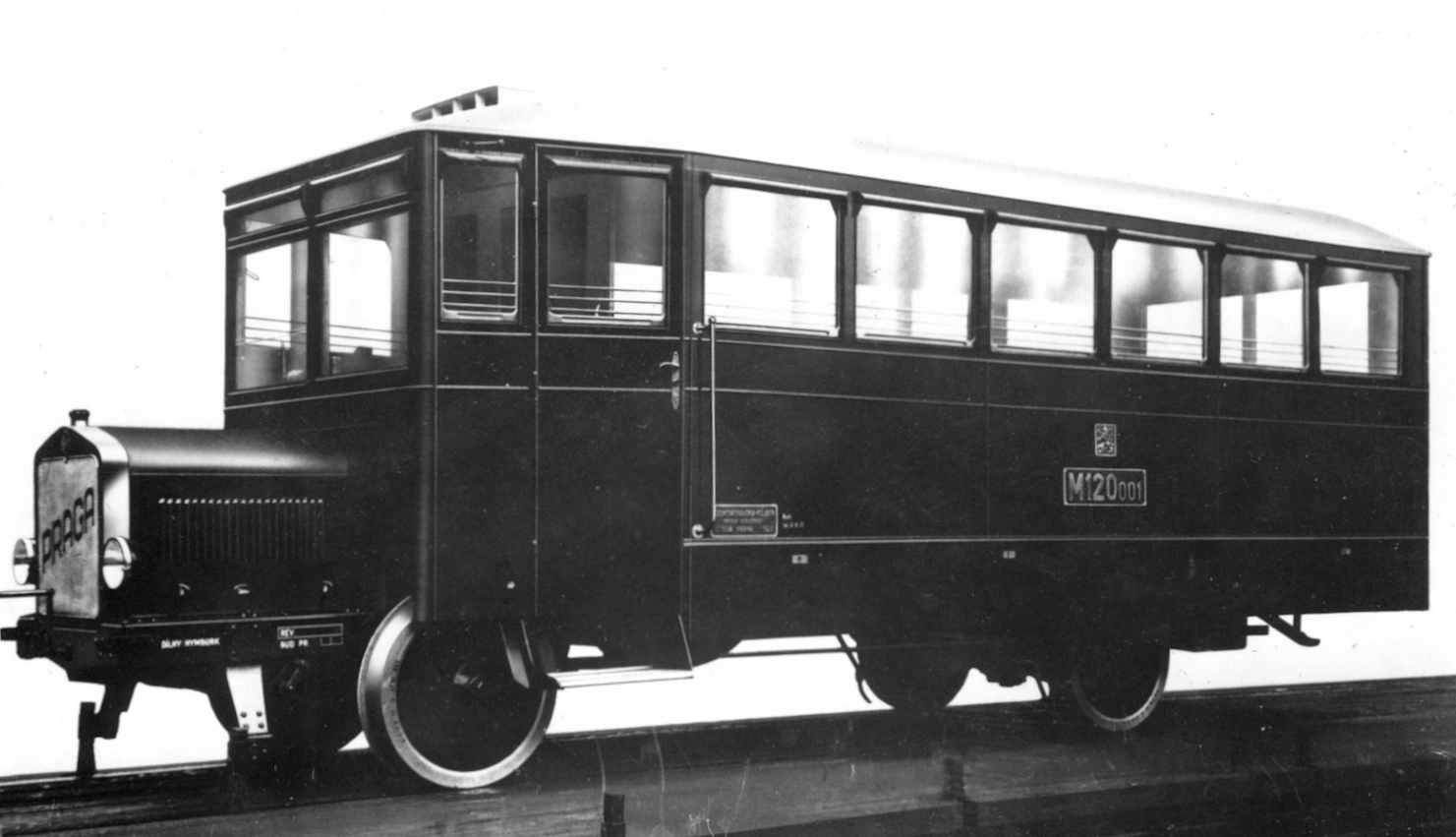
Motorový vůz M 120.0 vyrobený v ČKD v roce 1927. Konstrukce vycházela z autobusu Praga NO.

Ještě před krizí si spalovací motor adaptovala i železnice. Už ve druhé polovině dvacátých let začaly ČSD k přepravě cestujících, podobně jako železniční správy většiny zemí Evropy, nasazovat do provozu motorové vozy (nástup motorových lokomotiv se odehrál mnohem později, byť v některých státech se s nimi experimentovalo již ve 30. letech). Důvodem byl zejména ekonomičtější provoz ve srovnání s parní trakcí – menší potřebná posádka i méně časově a personálně náročné zajištění provozu a údržby. Kromě toho motorové vozy mohly dosahovat větších rychlostí, než by stav tratí umožňoval pro parní vlaky. Vítaným vedlejším efektem bylo, že motorové vozy neprodukují zdaleka tolik kouře a sazí a snižují riziko požáru v okolí tratě, neboť z nich nevylétávají jiskry a žhaviny z popelníku.
To vše přispívalo ke zvýšení konkurenceschopnosti železnice vůči nastupujícímu automobilismu. Přínosy motorových vozů byly nejvíce patrné na vedlejších a lokálních tratích, kde umožnily zlevnění, zrychlení a dokonce rozšíření přepravy. Dobové porovnání ČSD ukazuje, že na totožný počet vlakokilometrů během 28 dnů na určité (avšak neuvedené) trati činily náklady parního provozu 71 799 Kč, kdežto motorový provoz vyšel jen na 28 241 Kč.
Při zavádění trpěly motorové vozy v porovnání s parní trakcí vyšší poruchovostí, protože spolehlivost motorových pohonů v 20. a 30. letech ještě nebyla na takové úrovni, jako je dnes. Tento neduh byl ale ve srovnání s celkovým ekonomickým přínosem motorových vozidel zanedbatelný. Vůbec první motorový vůz pro ČSD, řady M 210.0, vyrobila Továrna na vagóny ve Studénce v roce 1925 a byl nasazen na místní dráze Zaječí–Hodonín.
Mnohé z prvních motorových vozů byly doslova kolejové autobusy a byly tak i běžně nazývány. V Československu to byly v letech 1926–28 vozy řady M 120.0 od výrobce ČKD (ve spolupráci s automobilkou Praga) nebo M 120.1 od Škody. Kromě zmíněných výrobců mnoho řad motorových vozů postavily také Závody Tatra v Kopřivnici, které v té době běžně vyráběly železniční vozy a automobily.
ČSD zaváděly vlaky motorové trakce na tehdejší dobu v celosvětovém měřítku rychlým tempem, počet motorových hnacích vozidel rychle rostl – od 4 v roce 1926, přes 123 v roce 1930, 379 v roce 1934, 501 v roce 1936 až po 550 v roce 1938, kdy ČSD byly v počtu motorových vozů podle některých autorů dokonce 2. na světě. První příčku držely s 683 motorovými vozy železnice v Německu, které bylo ovšem podstatně větší a lidnatější. Objem provozních výkonů v přepravě osob motorovými vozy ČSD dosáhl před válkou 25 %. Stinnou stránkou bylo, že zmiňovaných pět stovek kusů tvořila vozidla 45 různých řad, což znamenalo velmi nákladnou údržbu.

#### Rozšíření do dálkové dopravy

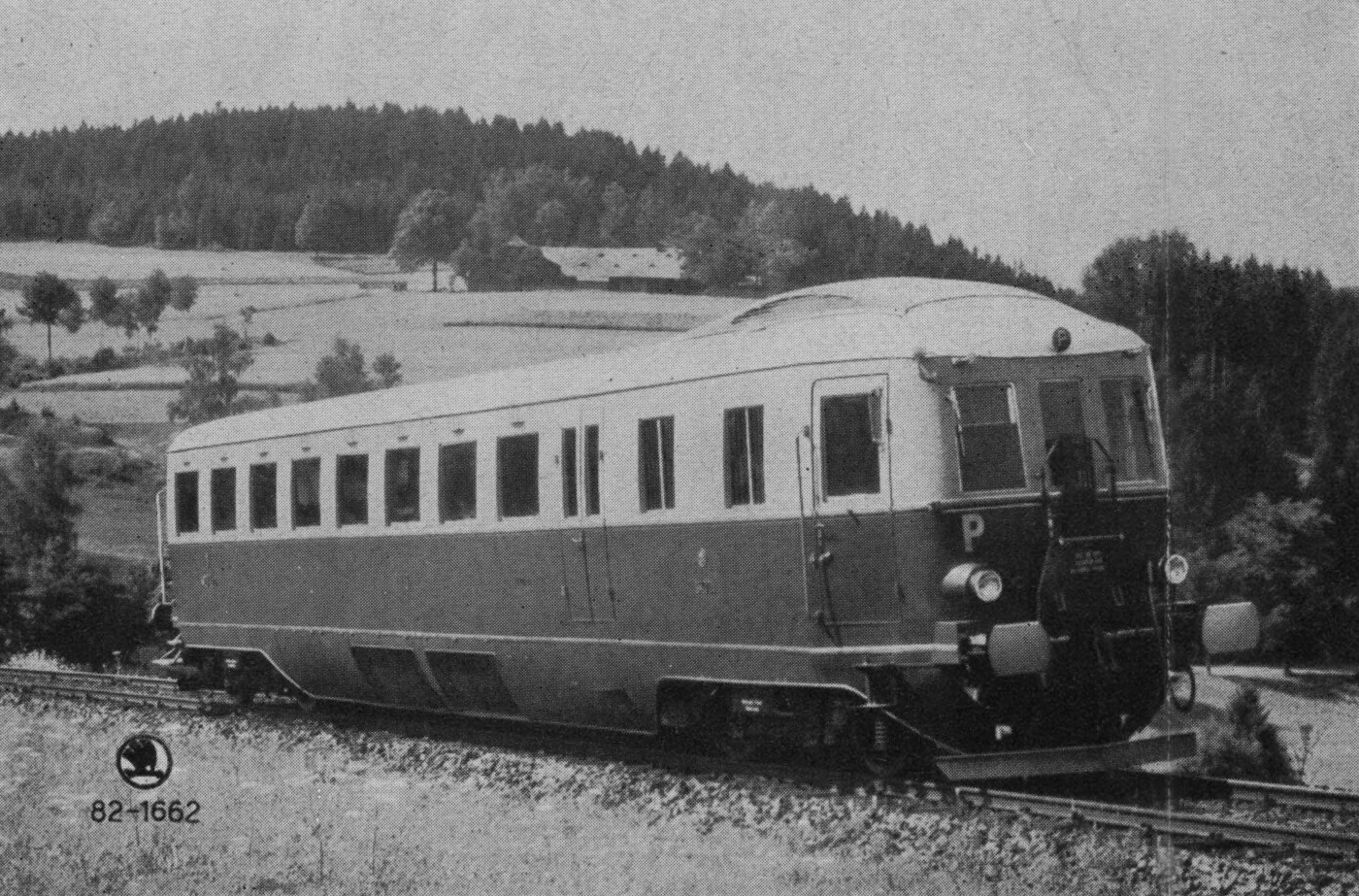
Modrý šíp řady M 274.0, který vyrobila plzeňská Škoda

Počátkem třicátých let, po rozšíření motorových vozů na lokálkách, hledaly ČSD cesty ke zefektivnění a zrychlení i v dálkové osobní dopravě. Pro tuto roli byly objednány v té době dosud nejrychlejší a technicky nejpokrokovější československé motorové vozy, souhrnně nazývané podle barvy laku jako Modré šípy. Konkrétně šlo o vozy řad M 273.0 od Královopolské Brno, M 274.0 od Škody a M 275.0 od dodavatelů ČKD a Ringhoffer Praha. V letech 1933–38 bylo vyrobeno celkem 33 Modrých šípů. K novým motorákům byly objednány přípojné vozy řady Calm od Ringhofferových závodů.
Od nového jízdního řádu 15. května 1934 byly Modré šípy nasazeny na méně vytížené rychlíky a spěšné vlaky na hlavních tratích. Jezdily z Prahy do Plzně, Českých Budějovic, Klatov, Liberce, Mostu a Teplic a také z Bratislavy do Žiliny a Zvolenu. Přestože nebyly konstruovány pro provoz na velké vzdálenosti, byly zkoušeny i na trati Praha–Brno–Bratislava. Z hlediska pohodlí cestujících se vlaky v jízdě na větší vzdálenosti neosvědčily a zpočátku je provázela také řada „dětských nemocí“, které se ale časem podařilo odladit.

#### Zahraniční inspirace a poptávka po vlacích na linku Bratislava–Praha

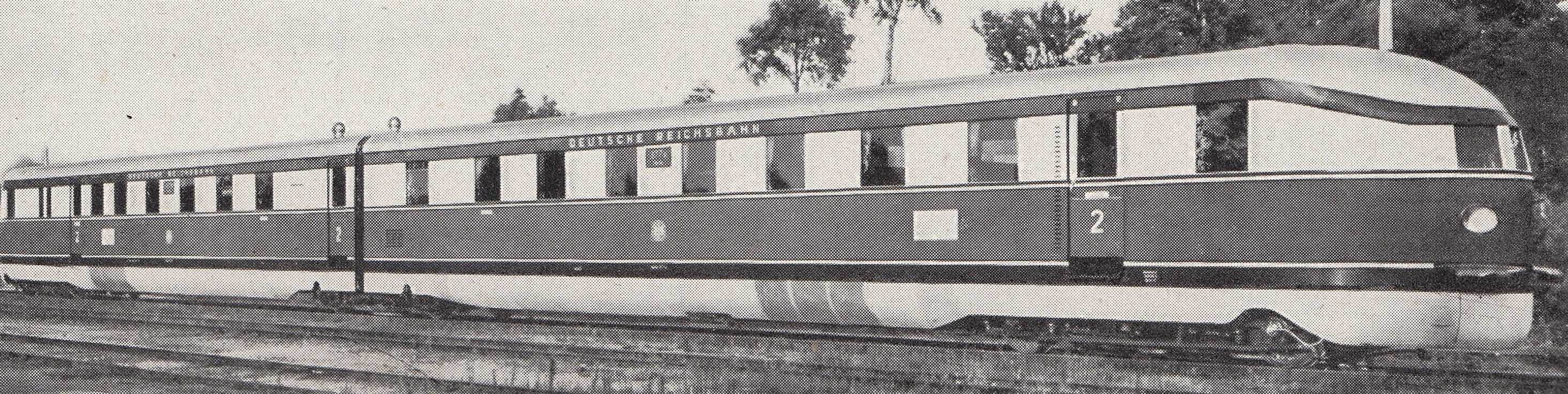
Německá motorová jednotka DRG 877, provozovaná od roku 1933 na spoji Létající Hamburčan (Fliegender Hamburger)

Mezitím, co se ČSD začaly zabývat Modrými šípy, se v zahraničí objevovaly první motorové vlaky určené k (na svou dobu) vysokorychlostnímu a pohodlnému cestování na delší vzdálenosti. V Německé říši, průkopníkem v tomto odvětví, to byla motorová jednotka Létající Hamburčan (Fliegender Hamburger) a její pokračovatelé. Itálii zaplavovaly nejrůznější varianty vozů Littorina pro lokální i hlavní tratě. Ve Francii to byly například vozy a jednotky Bugatti (jejichž provedení bufetu posloužilo jako inspirace pro bufet Strely), jednotky TAR inspirované Hamburčanem, vozy Micheline inspirované Littorinou, vozy Renault a další. Británie experimentovala s koupenými nebo licenčně vyráběnými vozy Micheline a produkovala i vlastní dieselové vozy a jednotky, ačkoliv největší ohlas zde sklízely parní vlaky. V USA se již konstruovaly dieselové jednotky s hnacími a vloženými vozy modernější koncepce – podobné se v Evropě (zejména Západní) vyráběly až po válce.
První plány Československých státních drah na pořízení velmi rychlých motorových vozů pro dálkovou dopravu na hlavních tratích spadají do roku 1933. Původní záměr ČSD, vycházející z Létajícího Hamburčana, počítal se dvěma dvoudílnými jednotkami se 120 místy k sezení a elektrickým nebo hydrodynamickým přenosem výkonu. Podobné jednotky začaly být v československých strojírnách později vyvíjeny, ale nebyly nikdy objednány.
První návrhové kresby motorového vozu, ze kterého se později vyvinula Slovenská strela, představila Tatra již koncem listopadu nebo začátkem prosince 1933, tedy ještě před oficiálním vypsáním soutěže na nové vozy. Navrhovaný vůz měl mít hmotnost 30 tun, podvozky o rozvoru 3300 mm s dieselovými motory a mechanickým přenosem výkonu (tzn. převodovou skříní), vzdálenost otočných čepů 14,65 až 16,15 m a samonosnou aerodynamickou skříň tvarově blízkou skutečně vyrobeným vozům.

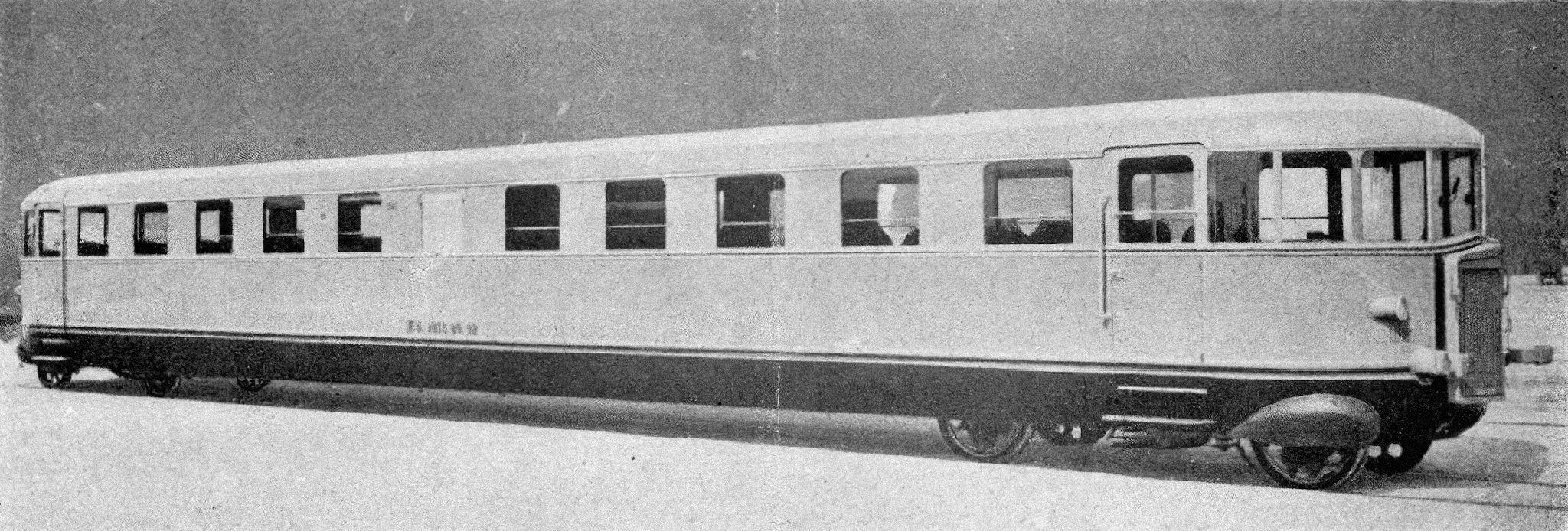
Fiat Littorina typu ALb 80. Vůz byl předváděn v mnoha evropských zemích a stal se inspirací pro Slovenskou strelu a také pro francouzské vozy Micheline.

V listopadu 1933 požádala Ministerstvo železnic italská automobilka Fiat prostřednictvím spřízněné společnosti Walter o svolení k prezentaci svého nejnovějšího motorového vozu Littorina typu ALb 80 (b značí benzinový motor a 80 je počet sedadel pro cestující; vůz měl konstrukční rychlost 130 km/h a hmotnost 25,6 t), v prosinci pak proběhly předváděcí jízdy na Československých tratích s vozem označeným FS (Ferrovie dello Stato) 80.04. Ministerstvo bylo ze zkušebních jízd nadšené, neboť se ukázalo, že takový vůz by zvládl výrazně krátit jízdní doby na hlavních tratích. Waltrovka, která v té době v licenci vyráběla automobily Fiat, byla připravená v licenční výrobě produkovat i vozy Littorina.
Počátkem roku 1934 vypsalo ministerstvo železnic soutěž na dva samostatné rychlíkové motorové vozy, které by zajistily rychlé spojení Bratislavy s Prahou a umožnily tak podnikat krátké, jednodenní návštěvy, např. na obchodní či politická jednání. Vozy měly být reprezentativní, pohodlné, technicky špičkové s lehkou konstrukcí, velkým zrychlením i maximální rychlostí. Požadovaná vysoká rychlost a tehdy používaný traťový svršek vyžadovaly nízké dynamické účinky vozidla na trať – těm musela být podřízena hmotnost vozu. Ministerstvo obdrželo nabídky na vozy Littorina, dále na vozy od Škody, ČKD a kopřivnické Tatry, která svou nabídku podala v polovině února 1934.
Tatra, inspirovaná italským příkladem, jak ostatně výslovně zmiňuje i dobový tisk, zvýšila u svého návrhu maximální rychlost na 130 km/h, vzdálenost otočných čepů na 18,5 m a hmotnost prázdného vozu snížila na 25 t. Dále je zmiňována podobnost s Littorinou v odlehčeném řešení disků kol.

### Vývoj a výroba (1934–1936)
Československé ministerstvo železnic zadalo Tatře 17. května 1934 zakázku číslo MŽ 19736-V/5-1934 (objevuje se také tvar 19736/1934-V/5) na dva motorové vozy druhé třídy (v době tří vozových tříd šlo spíše o obdobu současné 1. třídy). Požadována byla konstrukční rychlost 130 km/h, hmotnost prázdného vozu 25 tun, mechanický přenos výkonu, vznětový motor (diesel) o výkonu 140 koní nebo benzínový o výkonu 160 koní. Vozy měly být dodány již v polovině následujícího roku s předpokládanou cenou 1 048 590 Kč za jeden kus, dohromady tedy 2 097 180 Kč. Tatra zakázku evidovala pod číslem 2181 a vozy pod výrobními čísly 53 433 a 53 434.

#### Konstrukční tým a role v něm
Pražské vedení koncernu Ringhoffer, do kterého kopřivnická Tatra (vyrábějící tehdy kromě automobilů i železniční vozy) patřila, patrně v souladu se zahraničním trendem a ve snaze o inovativní řešení rozhodlo zadat vývoj nového motorového vozu nikoliv hlavní projekční kanceláři pro železniční vozidla na Smíchově, ale automobilce v Kopřivnici.

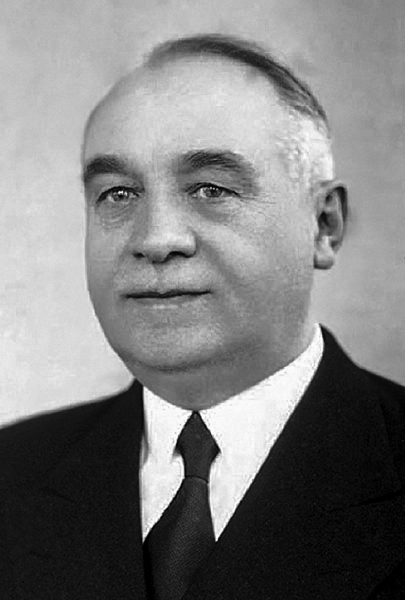
Hans Ledwinka (1878–1967)

Projekt vedl Hans Ledwinka, tehdejší vedoucí konstrukční kanceláře a pozdější technický ředitel Tatry Kopřivnice. Ledwinka byl automobilový konstruktér, vynálezce úspěšného páteřového rámu Tatra-koncept, který automobily Tatry využívají dodnes, vedoucí vývoje proudnicově tvarovaných automobilů Tatra 77, Tatra 87, s níž Zikmund a Hanzelka podnikli cesty do Afriky a Jižní Ameriky, a Tatry 97, která se stala předlohou pro Volkswagen Brouk. Ledwinka měl na projektu Slovenské strely na starosti konstrukci vozů a mechanické části pohonu v duchu automobilové techniky, za jeho přínos se považuje invence, přesný odhad, zkušenosti a organizátorství.
Klíčoví byli i další špičkoví pracovníci v jeho týmu. Například odborník na pevnostní výpočty Aurel Erdös. Roku 1902 byl v Curychu odměněn diplomem za nový způsob pevnostního výpočtu jeřábu a v roce 1943 představil jeden ze způsobů pevnostních výpočtů vozových skříní. Češtinu se údajně naučil jako devátý jazyk.
Vozovou skříň navrhl Alois Sperlich, spolupracovníky mu byli Josef Bayer a Karel Hagr.
Podvozky měl na starosti inženýr Woller, bývalý šéf konstrukce ve studénecké vagónce (taktéž spadající do koncernu Ringhoffer), mechanické částí pohonu Jan Rychtář, hnací nápravu a její pohon Karel Pikulík, brzdu Woller.

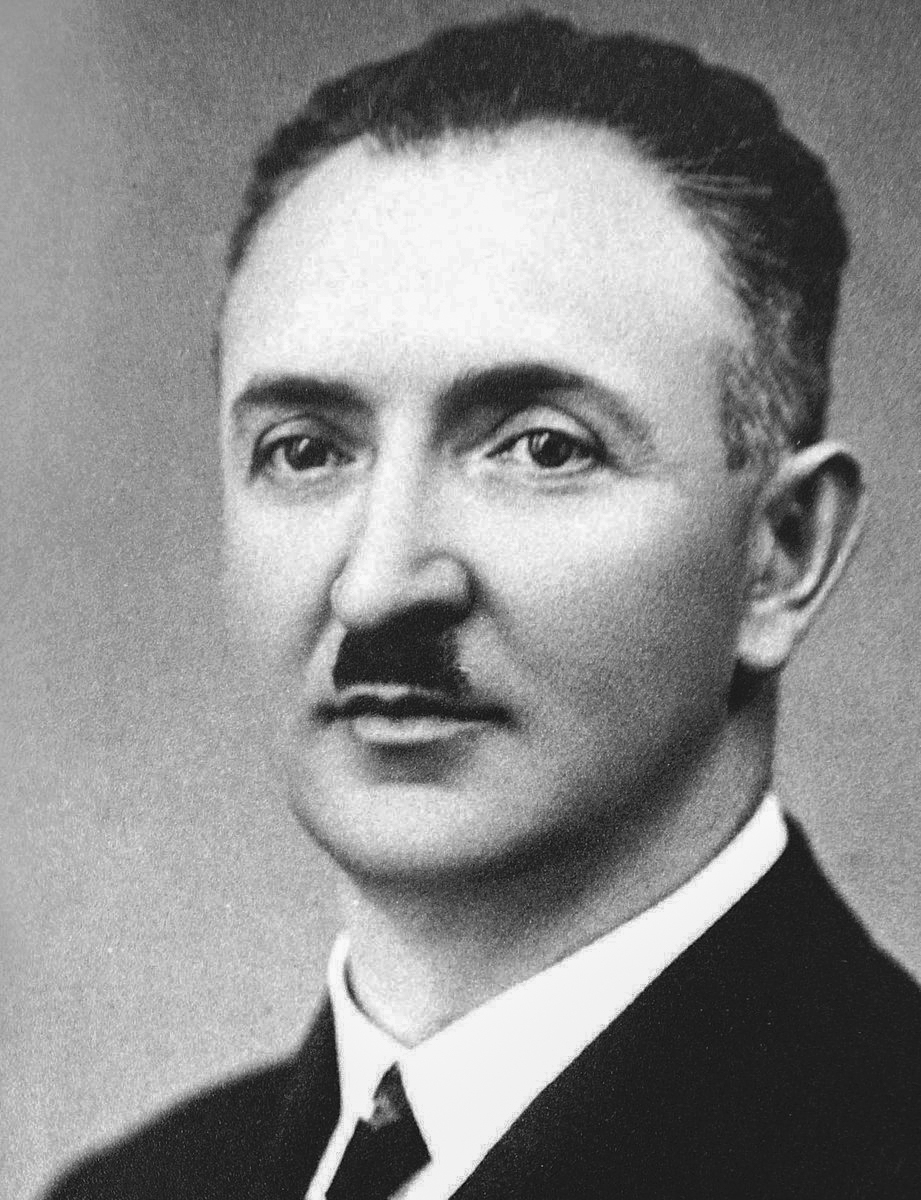
Josef Sousedík (1894–1944)

V roce 1935 se k týmu připojil Josef Sousedík, vynálezce a majitel elektrotechnické továrny ve Vsetíně, která tehdy již stejně jako Tatra patřila do koncernu Ringhoffer. Za svůj život Sousedík získal 58 patentů či patentových přihlášek v tuzemsku a 164 v zahraničí. Na projektu Slovenské strely Ledwinka svěřil Sousedíkovi řešení přenosu výkonu z motoru na hnací soukolí, k čemuž Sousedík využil elektromechanický přenos výkonu – světově jedinečný vynález, jejž si poprvé vyzkoušel na svém automobilu už v roce 1927. O patentování v ČSR zažádal 12. dubna 1933, tedy dva roky před prací na Slovenské strele; patent byl udělen 25. února 1936 pod číslem 53735  (následně získal ještě patent francouzský, americký a německý).
Sousedíkova továrna pro vozy dodala i další komponenty. I Sousedík se opíral o schopné spolupracovníky, zejména to byl výpočtář elektrických strojů Jiří Sequens, jeho tehdejší asistent a vedoucí provozu v továrně, pozdější pracovník Elektrotechnického ústavu Československé akademie věd.

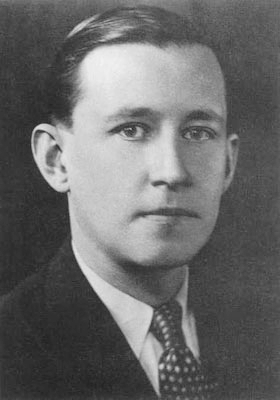
Vladimír Grégr (1902–1943)

Interiér vozu včetně použitých materiálů a barevného provedení (a patrně také estetickou úpravu vnějšku vozu) navrhoval architekt Vladimír Grégr, žák Josefa Gočára, autor mnoha vil na Barrandově a dalších převážně obytných staveb v jiných českých městech. Grégr tvořil v duchu funkcionalismu a stejně jako mnoho jeho souputníků běžně navrhoval pro své vily i interiéry včetně veškerého nábytku. V případě interiéru Slovenské strely se snažil o dosažení noblesního účinku jak barevným laděním, tak i užitím netradičních materiálů. Pro některé drobné prvky výbavy, jako např. kliky nebo WC, bylo nakonec použito standardizované řešení a jiné realizované prvky podle jeho návrhu (potah stolků, materiál podlahy) se ukázaly jako velmi nepraktické. Strela nebyla jediná Grégrova práce pro železnice, pro ČSD navrhoval také interiér osobních vozů 2. a 3. třídy.
Reliéfy státních znaků na čelech vozů zhotovil akademický sochař Jan Nušl, který byl také šperkařem, designérem a obecně odborníkem na modelování z kovu. Spolupracoval s architekty Vladimírem Grégrem, Ladislavem Machoněm nebo Františkem Cubrem. Získal ocenění na Světových výstavách 1937 v Paříži a 1958 v Bruselu. Později působil jako docent na Vysoké škole uměleckoprůmyslové v Praze.

#### Průběh výroby, zkušební jízdy a rychlostní rekord

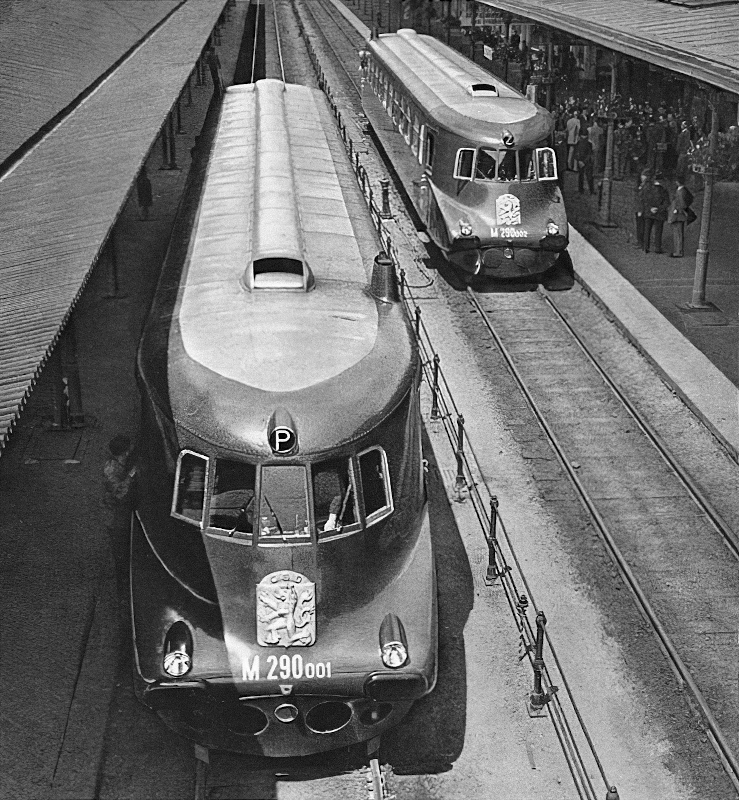
Vozy M 290.001 a 02 v Přerově, kam v rámci předváděcích jízd 30. června 1936 dopravily novináře z Bratislavy a Prahy na slavnou Středomoravskou výstavu. Na snímku je dobře vidět odlišný nátěr střech.

Model karoserie jako jeden z prvních podstoupil zkoušku aerodynamického odporu ve vzduchovém kanále Vojenského technického a leteckého ústavu. S montáží vozů se v Kopřivnici začalo v létě 1934. Protože šlo o vývoj úplně nového typu vozu pokrokového technického řešení, bylo potřeba vypořádat se s řadou nových překážek a projekt nabíral zpoždění. Požadovaný termín dodání roku 1935 se kvůli úsilí o preciznost a kvalitu nepodařilo dodržet a tak 5. června 1935 ministerstvo prodloužilo dodací lhůtu do 31. října 1935.
V srpnu a září 1935 se pracovalo na spodku vozu, kostrách a oplechování bočnic, v prosinci se dokončovala hrubá stavba a kapotování.
V lednu 1936 teprve proběhla pevnostní (deformační) zkouška hrubé stavby vozové skříně. Zkouška probíhala tak, že se skříň zatížila závažími, která měla hmotností i rozmístěním simulovat hmotnost cestujících a vnitřního vybavení. Pak se zatížená skříň zvedla jeřábem a byl ověřován její průhyb, resp. tuhost.
Na jaře proběhly první zkušební jízdy na trati mezi Studénkou a Veřovicemi. Vozidlo se osvědčovalo, ale nepříjemnosti vznikaly právě kvůli vysoké rychlosti, která občas způsobovala nebezpečné situace na nechráněných i chráněných přejezdech, kde závoráři nestíhali včas spouštět závory. Po prvních jízdách byly kvůli velké hlučnosti a vibracím, s čímž Ledwinka nebyl spokojen, během několika týdnů oba vznětové šestiválce Tatra 67 vozu 01 přestavěny na zážehové s novým označením Tatra 68. Na vůz 02 byly pravděpodobně motory osazeny už rovnou v zážehové úpravě.
Zkoušky nových vozů probíhaly od dubna do června 1936. Po zkušební jízdě 21. dubna, s ještě nedokončenými záchody a bufetem, Ministerstvo železnic 22. dubna opět prodloužilo dodací lhůtu pro provedení úprav. Časová tíseň, ve které vozy vznikaly, se podepsala na neodladění několika technických celků a nedokonalosti některých detailů v interiéru.
V květnu již byl spoj Slovenská strela uveden v novém jízdním řádu s poznámkou, že platí ode dne zavedení.
Dne 3. června 1936 absolvoval vůz M 290.002 zkušební jízdu na trase Česká Třebová – Přerov se zástupci Ministerstva železnic, všech ředitelství státních drah a závodů Tatra Kopřivnice. Během této jízdy dosáhl vůz mezi stanicemi Olomouc a Zábřeh na Moravě rychlosti 148 km/h na přibližně 500 m dlouhé dráze, čímž vytvořil rychlostní rekord předválečných ČSD. Celý traťový úsek mezi Přerovem a Českou Třebovou pak zdolal se dvěma zastávkami při cestovní rychlosti 110 km/h. Chod vozu zůstával i při vysokých rychlostech klidný.
Oba vozy byly předány objednateli 4. června 1936 a následujícího dne byly fakturovány na celkovou částku 2 036 097,10 Kč, tedy o 61 082,90 Kč méně, než kolik smlouva předpokládala, na vině bylo nejspíše penále požadované ČSD. Následovalo vykonání technicko-policejní zkoušky (v současné terminologii technicko-bezpečnostní) 12. a 13. 6. 1936 na trati Břeclav–Bratislava a série zkušebních jízd, na kterých ČSD ověřovaly vhodnost nasazení řady M 290 na různých tratích a za účasti novinářů nové vozy propagovaly. Konaly se například tyto jízdy:
- V úterý 16. června proběhla první zkušební jízda podle připraveného jízdního řádu (který počítal s maximální rychlostí 120 km/h namísto 130).[65]
- V pátek 26. června proběhla z podnětu Ředitelství státních drah v Košicích zkušební jízda na trase Bohumín–Košice (331 km za 4 h 33 min) a následně pak ještě Košice–Obišovce. Uvažovalo se tehdy o výhledovém budoucím zavedení Slovenské strely také mezi Košicemi a Prahou (s předpokládanou dobou jízdy okolo 9 hodin).[21][66]
- V úterý 30. června se oba vozy vydaly do Přerova, kam jeden vůz přivezl výpravu novinářů z Prahy a druhý z Bratislavy, aby navštívili Středomoravskou výstavu, jejíž součástí byla mj. do té doby největší železniční expozice v ČSR.[22][67]
- Ve středu 1. července se konala převáděcí jízda z Bratislavy do Prahy se zástupci obchodních komor Bratislavy, Brna a Prahy, zemědělské rady moravskoslezské, města Bratislavy a jiných osobností. Tím byly zkušební jízdy pravděpodobně ukončeny.[68]

#### Odlišnosti vozů, garanční opravy nedostatků, plány na další nákupy
Dva existující vozy nebyly úplně shodné, kvůli zmiňované výměně motorů měly drobné odlišnosti v podvozcích. Podvozky vozu 02 byly na zabudování dieselových motorů sice připraveny, ale motory byly osazeny už v zážehové úpravě.
U obou vozů došlo ještě během výroby k doplnění čtyř otvorů do pluhů na čelech a ke zvýšení počtů ventilačních otvorů u dveří ze tří na pět. Během revize v září 1936 byly provedeny ještě úpravy vypružení vozové skříně na podvozcích v oblasti kladek, úpravy WC, zvětšení palivových nádrží a zabezpečení prostor pro zavazadla (resp. stanovišť strojvedoucích), kde byly původní sloupky s řetízky vyměněny za ochranný plot zajištěný zámkem. Samotná stanoviště byla vylepšena pro větší pohodlí – na čelní okna byly dosazeny sluneční clony, na palubní desce přibyla podložka s lampičkou pro dokumenty potřebné k jízdě a sedadla strojvedoucích byla vyměněna za větší a látkou potažená. Upravována byla také sedadla pro cestující, aby byla pohodlnější.
Další garanční oprava proběhla rok po uvedení do provozu. Problémem se ukázala být kapacita baterií a jejich dobíjení. Když se ve voze současně svítilo a vařilo v kuchyňce, dynama nestačila dobíjet baterie. Proto byly všechny sady baterií vyměněny. Zesilovaly se také třmeny uchycení elektromotorů. Zimní provoz odhalil nedostatečnou cirkulaci vody v topení, avšak tento nedostatek zůstal nevyřešen. Kolaudace obou vozů proběhla na podzim 1937.
Jednotlivé fáze výroby vozů řady M 290.0, ostatně stejně jako mnoho jiných zakázek, zachytil vedoucí podnikového fotoateliéru Kopřivnické Tatry Rudolph Kumpfe na sérii fotografických desek (evidovaných a dohledatelných pod zmiňovaným objednávkovým číslem 2181). Ačkoliv již byly dostupné pevnější a odolnější fotografické filmy, Tatrovácký ateliér pro lepší kvalitu zobrazení zůstal věrný deskám.
Vozy M 290.0 se nikdy nevyráběly sériově a zůstalo pouze u dvou dodaných kusů, přestože ještě minimálně v roce 1936 ČSD uvažovaly o nákupu dalších. V návrhu rozpočtu na rok 1937 se objevilo pořízení 4 vozů M 290.0 s uvažovaným nasazením na trasy Praha – Karlovy Vary, Praha–Košice, Praha–Ostrava či Brno–Ostrava. Podle dochované dobové korespondence taktéž Tatra očekávala objednávky dalších vozů. V roce 1937 se objevila vize nasazení motorového rychlíku po vzoru Slovenské strely také na trasu Bratislava–Žilina, předpokládalo se, že cesta by s jedinou zastávkou v Trenčianské Teplé mohla trvat pod dvě hodiny. Současně se pozornost ČSD obracela i na kapacitnější řešení – vícevozové motorové jednotky nebo aerodynamické parní lokomotivy. Původní záměr pořídit třídílné motorové jednotky podle holandského či německého příkladu u ČSD přetrvával dále i navzdory pořízení vozů M 290.0, avšak stejně jako objednávka dalších vozů M 290.0 nebyl nikdy realizován. Předpokládá se, že na vině bylo vzrůstající napětí mezi Československem a Německem, což se odrazilo i ve státním rozpočtu a prioritách, do kterých se promítaly přípravy na případnou válku. V rámci železnice putovaly investice do nákladních lokomotiv a jiných, strategicky důležitějších projektů.

### Pravidelný provoz (1936–1939)

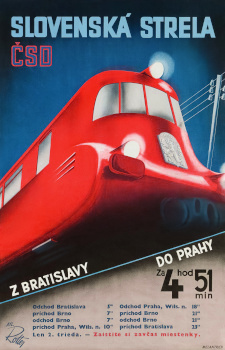
Reklamní plakát ČSD na vlak Slovenská strela (navrhl Atelier Rotter, barevným ofsetem vytisklo nakladatelství Melantrich v roce 1936)

#### Začátek provozu a první pravidelná jízda
Oba vozy Ministerstvo železnic ještě během výroby, 28. února 1936, přidělilo pod správu Ředitelství státních drah v Bratislavě a nařídilo umístit do bratislavské výtopny – proto byly nápisy na vozech požadovány ve slovenštině. Servis připadl dílnám v Nymburku. Ještě počátkem června 1936, v době konání zkušebních a předváděcích jízd, se počítalo se startem pravidelného provozu od úterý 30. června.
Start byl nakonec posunut a do pravidelného provozu byly vozy nasazeny od pondělí 13. července 1936 jako vlak kategorie MR (motorový rychlík) 175/176 s obchodním názvem Slovenská strela na trase Bratislava–Praha a zpět, s jedinou zastávkou v Brně. Na první pravidelnou jízdu byl nasazen vůz 02 se strojvedoucím Františkem Pořádkem a posádkou sestávající z průvodčího a kuchaře. Vlak zdolal cestu bez zpoždění, přesně podle jízdního řádu. Dobový tisk dokládá, že Strela jezdila bez zpoždění minimálně celé první dva týdny  a kromě poruch a mimořádných událostí tomu tam bylo i nadále. Na nový vlakový spoj upozorňovaly plakáty a reklamní pohlednice objednané u Atelieru Rotter, tehdy největšího pražského reklamního ateliéru.

#### Tarif a systém rezervací
Slovenská strela se stala prvním luxusním rychlým spojem u ČSD. Zároveň šlo o první povinně místenkový spoj, přeprava stojících cestujících nebyla možná. Jízdenka z výchozí do konečné stanice vyšla na 100 Kč, což byla cena odpovídající běžnému tarifu pro rychlík (za rychlíky a spěšné vlaky se platil příplatek) a 2. vozovou třídu, povinná místenka pak stála dalších 5 korun. Cestování vlakem tehdy bylo obecně dražší než dnes, dělníci vydělávali okolo 500 Kč měsíčně, ministři a úředníci řádově tisíce, průměrný plat v roce 1937 byl 764 korun.
Oproti 3. třídě byla 2. třída v roce 1937 dražší o čtvrtinu, v roce 1938 o třetinu. K dispozici byla i řada slev: 33⅓ % víkendové zpáteční jízdenky, 25–50 % skupinová jízda, 50 % lázeňská sleva, 60–70 % při koupi traťového nebo časového lístku. Jízdenka na Slovenskou strelu se také příležitostně objevila jako výhra v soutěži. Režijky v tomto vlaku uznávány nebyly.
Systém prodeje jízdenek fungoval tak, že například pro spoj ve směru do Bratislavy měly pokladny v Praze a Brně přidělený určitý počet míst ve vlaku a telefonicky si je přepouštěly podle potřeby tak, aby sedadla neobsazená ve výchozí stanici bylo možné dodatečně obsadit v Brně.
Již během prvního roku provozu překonala Strela průměrnou obsazeností ostatní spoje ČSD, některé jízdy byly plně vyprodány a zájemci o cestu museli být odříkáni. Aby měli cestující do Bratislavy, kterým byl spoj určen primárně, jisté získat místo ve vlaku, bylo později zavedeno omezení, doložené například v jízdním řádu 1938 – prodej místenek do Brna se zahajoval teprve 14 minut před odjezdem vlaku z Prahy.

#### Jízdní řády a rychlosti
Strela jezdila každý pracovní den, což tehdy znamenalo od pondělí do soboty. Brzy ráno vyjížděla z Bratislavy, po desáté hodině přijížděla na pražské Wilsonovo nádraží (dnes Hlavní). Na dobu mezi příjezdem a odjezdem s vozem strojvůdci přejížděli na Masarykovo nádraží. Z Prahy vyjížděla okolo půl sedmé večer a v nočních hodinách se vracela zpátky do Bratislavy.
To umožňovalo cestovat nově do Prahy takzvaně na otočku, přesněji na zhruba 8 hodin. Spoj tím cílíl na podnikatele, úředníky a poslance. Jízdní řád byl přizpůsoben tak, aby slovenští poslanci stíhali začátek i konec zasedání parlamentu – a spoj zde byl před uvedením do provozu také inzerován.
V počátcích pravidelného provozu, tedy v jízdním řádu 1936/37, byla na trati dlouhé 397 km jízdní doba z Bratislavy do Prahy 4 hodiny 52 minut, v opačném směru 4 hodiny 41 minut, cestovní rychlost v obou případech lehce překročila 80 km/h. Tento jízdní řád pro Strelu počítal s maximální rychlostí pouze 120 km/h a teprve krátce před jeho zavedením se ukázalo, že traťové poměry umožní využít i 130 km/h.
Poměrně záhy tak došlo k výraznému zrychlení, neboť spolu s úpravou jízdního řádu pro maximální rychlost 130 km/h postoupily práce na rekonstrukci tratě, např. byla dokončena oprava úseku u Peček. I díky tomu se v období platnosti jízdního řádu 1937/38 jízdní doby Strely povedlo zkrátit na 4 hodin 21 minut ve směru do Prahy a zpět do Bratislavy na 4 hodiny 20 minut.
Ještě rychleji Strela jezdila od zavedení jízdního řádu 1938/39, kdy zdolávala trasu Bratislava–Praha dokonce za 4 hodiny a 18 minut, ve zpátečním směru o minutu více. Cestovní rychlost dosáhla 92 km/h. Již od svého zavedení byla Strela nejrychlejší vlakový spoj v Československu.
| Počátek platnosti jízdního řádu | 15. května 1936 * | 22. května 1937 | 15. května 1938 |
| Spoj                            | MR 175            | MR 175          | MR 175          |
| Cestovní doba                   | 4 h 51 min        | 4 h 21 min      | 4 h 18 min      |
| Cestovní rychlost               | 81,85 km/h        | 91,26 km/h      | 92,33 km/h      |
| Bratislava                      | 5:50              | 5:55            | 6:00            |
| Brno                            | 7:31–34           | 7:24–27         | 7:26–29         |
| Praha                           | 10:42             | 10:16           | 10:18           |
| Cestovní doba Bratislava–Brno   | 1 h 41 min        | 1 h 29 min      | 1 h 26 min      |
| Cestovní doba Brno–Praha        | 3 h 8 min         | 2 h 49 min      | 2 h 49 min      |
|                                 |                   |                 |                 |
| Spoj                            | MR 176            | MR 176          | MR 176          |
| Cestovní doba                   | 4 h 51 min        | 4 h 20 min      | 4 h 19 min      |
| Cestovní rychlost               | 81,85 km/h        | 91,62 km/h      | 91,97 km/h      |
| Praha                           | 18:35             | 18:35           | 18:34           |
| Brno                            | 21:43–46          | 21:24–27        | 21:21–24        |
| Bratislava                      | 23:26             | 22:55           | 22:53           |
| Cestovní doba Praha – Brno      | 3 h 8 min         | 2 h 49 min      | 2 h 47 min      |
| Cestovní doba Brno–Bratislava   | 1 h 40 min        | 1 h 28 min      | 1 h 29 min      |
|                                 |                   |                 |                 |
| Zdroje                          | [ 23 ] [ 79 ]     | [ 23 ] [ 80 ]   | [ 23 ] [ 76 ]   |

Poznámky k tabulce:
- V prvním jízdním řádu byl spoj MR 175/176 uveden s poznámkou „platí ode dne zavedení, mimo neděle a svátky“ a skutečný počátek provozu nastal až v pondělí 13. července 1936.[23]
- První jízdní řád počítal s maximální rychlostí Strely jen 120 km/h.[65][35]
- Délka traťového úseku Praha–Brno byla 255 km, Brno–Bratislava 142 km a celý úsek Praha–Bratislava měřil 397 km.[76]

#### Porovnání s nejrychlejším parním spojem
Prvorepublikový tisk uvedl v počátcích provozu Strely srovnání s dosavadní nejrychlejší alternativou na trase, kterou byl pár vlaků 147/148 balkánský rychlík. Tento spoj projížděl stejnou trať za 5 hodin 51 minut (zpět do Prahy 6 hodin 1 minutu) s čistým časem jízdy 5 hodin 17 minut a průměrnou cestovní rychlostí téměř 68 km/h (66 km/h ve zpátečním směru). V porovnání s ním byly jízdní doby Strely o více než hodinu kratší. V letech 1937 a 38 se rozdíl v cestovních časech prohluboval – zatímco Strela zrychlovala, balkánský rychlík si nadále držel doby jízdy přibližně v rozmezí pěti a tři čtvrtě až šesti hodin. Například v roce 1937 tak Strela překonávala balkánský rychlík o více než hodinu a půl v obou směrech.
| „Poněvadž oba rudé motorové vlaky na trati Bratislava—Brno—Praha a zpět, zvané Slovenská strela, byly na čas vyřaděny z provozu a odvezeny do továrny k revisi, jezdí nyní na místě motorového vlaku parní vlak, složený z rychlé lokomotivy, jídelního vozu a jediného vozu první třídy. Náhrada však nedosahuje rychlosti Slovenské strely a vlaky se zpožďují průměrně o 20 až 30 minut.“ |
| Lidové noviny, ranní vydání ze 17. září 1936 |

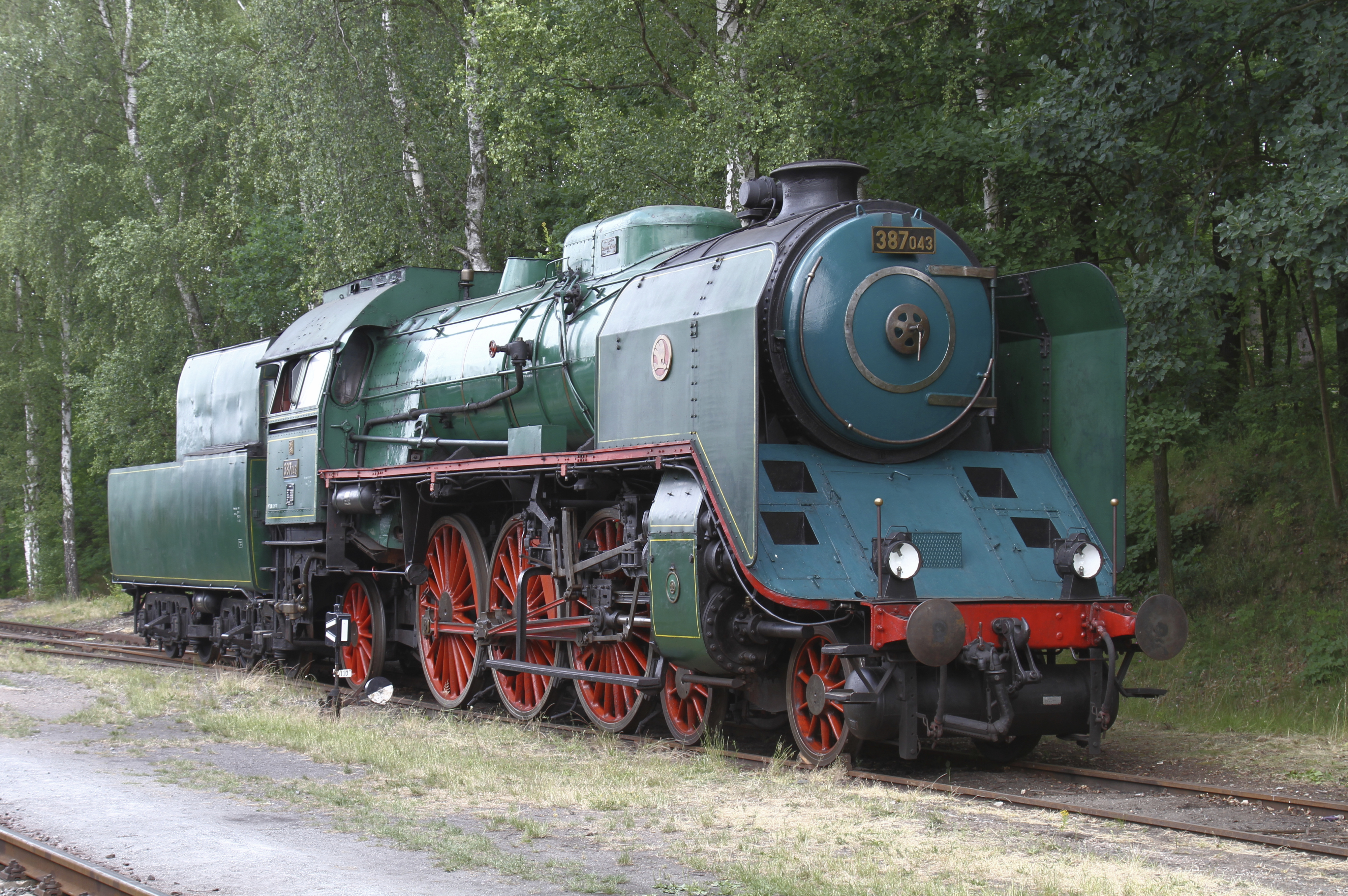
Pár vlaků 147/148 balkánský rychlík byl veden lokomotivou 387.0 Mikádo, která spolu s řadou 486.0 Zelený Anton reprezentovala nejpokrokovější prvorepublikové československé lokomotivy.

Srovnání těchto dvou vlaků se dodnes objevuje a může vyznívat dojmem, jak zásadně motorový vůz umožnil zkrátit jízdní doby oproti parním vlakům. Avšak v tomto ohledu není srovnání úplně relevantní. Přestože balkánský rychlík byl tažen parní lokomotivou řady 387.0 Mikádo (která spolu s řadou 486.0 Zelený Anton patřila ke špičce prvorepublikových lokomotiv; obě řady měly konstrukční rychlost 110 km/h), nebyl koncipován jako co nejrychlejší spojení Bratislavy s Prahou, ale především jako spojnice Berlína s jihovýchodní Evropou, oproti Strele zastavoval po cestě ve třech stanicích (Břeclav, Brno, Choceň) namísto jedné a disponoval podstatně větší přepravní kapacitou.
Srovnání dobře ilustruje spíše obecně přínos zavedení vrstvy expresních vlakových spojů. Například v září 1936, kdy byly po prvních dvou měsících provozu oba vozy M 290.0 zhruba na týden staženy na revizi do Kopřivnice, jezdil na spoji Slovenská strela (tedy na stejné trase se stejnými zastávkami a stejnou maximální prioritou) parní vlak složený pouze z lokomotivy, jídelního vozu a vozu první třídy. Kvůli horší dynamice jízdy a nižší maximální rychlosti jezdil se zpožděním v průměru 20 až 30 minut. Oproti balkánskému rychlíku byla parní náhrada Strely zhruba o půlhodinu rychlejší.

#### Porovnání s leteckou dopravou

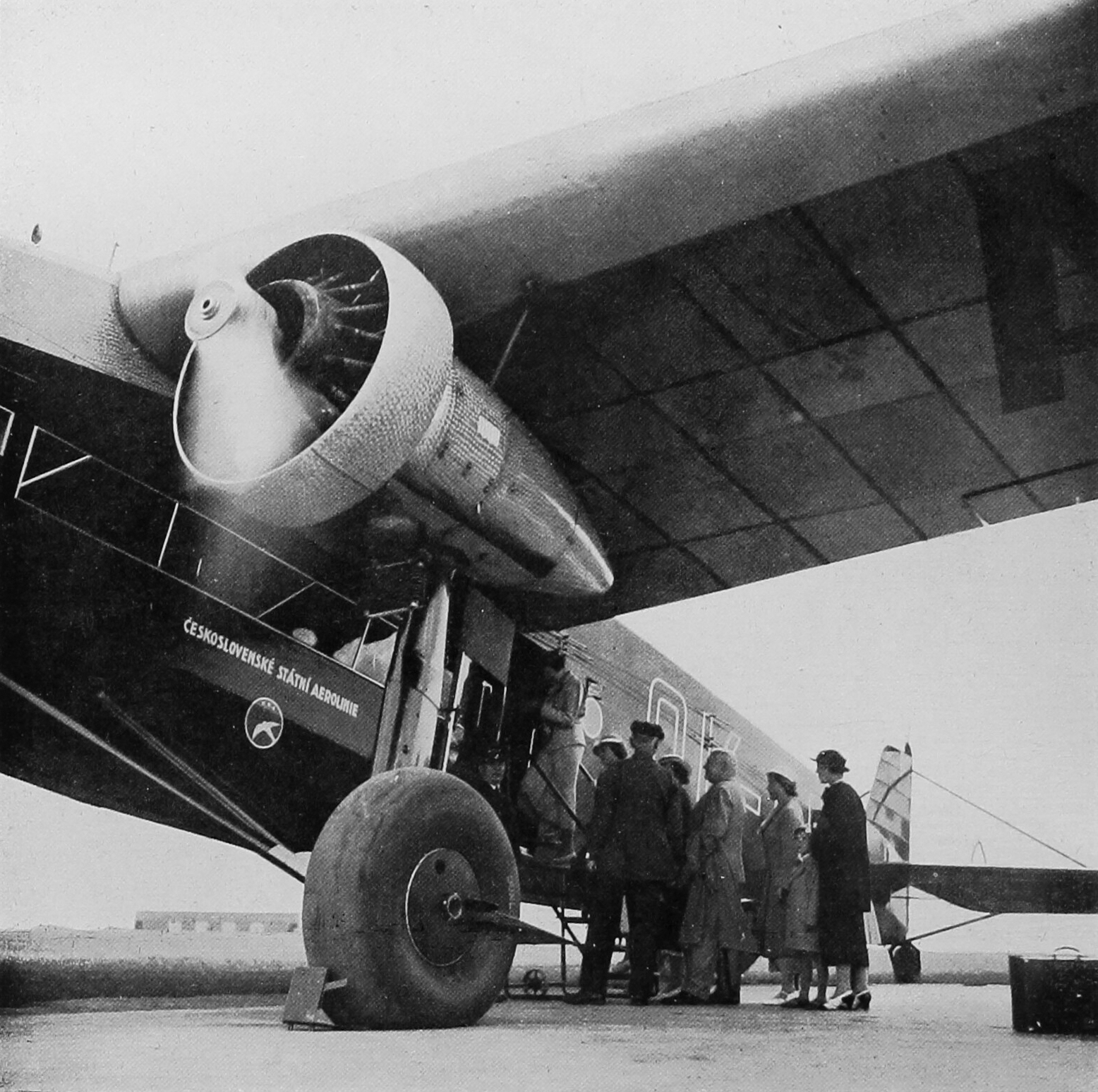
Letoun Avia F-IXD pro 17 cestujících, u ČSA v provozu od roku 1935

Rychlejší spojení Prahy, Brna a Bratislavy nabízela v té době jen letecká doprava. Letadlu Československých státních aerolinií na lince Praha–Brno–Bratislava–Záhřeb to z Prahy do Bratislavy trvalo v roce 1936 pouhých 100 minut. Kapacita byla 16 cestujících. Výsledná cestovní doba ale byla delší, protože zatímco nádraží na trase Slovenské strely byla v centrech měst, k době letu bylo ještě potřeba přičíst cestu na letiště v Kbelích, Černovicích a Vajnorech, která byla za městem.
5. dubna 1937 byl zahájen provoz nového moderního letiště v Ruzyni. Letenka zakoupená dva dny před odletem vyšla v roce 1937 na 170 Kč. Součástí letenky bylo pojištění na 198 000 Kč pro případ smrtelného úrazu. Do tehdy největšího letounu domácí konstrukce, Avia F-IXD, vyráběném v Československu v licenci Fokker, se tehdy vešlo 17 cestujících, 2 piloti a radiotelegrafista. Let z Prahy do Bratislavy v roce 1937 trval 105 minut.
V roce 1938 trvala na lince Praha–Bratislava–Budapešť a zpět cesta mezi českou a slovenskou metropolí jen 80 minut. Letadlo startovalo v 9:00 z Prahy, v 10:20 přistávalo v Bratislavě. Na zpáteční cestě startovalo v 16:40 z Bratislavy a v 18:00 přistávalo v Praze.

#### Zajištění provozu
Vozy Slovenské strely se v provozu střídaly ob den, tedy vždy jeden z dvojice byl ve službě a druhý čekal v bratislavském depu jako záložní. Posádku vlaku tvořil strojvedoucí, vlakvedoucí (průvodčí), kuchař a číšník . Řízení Strely bylo považováno za prestižní záležitost a každý z vozů měl pevně přiřazeného strojvedoucího – vůz 01 řídil pan Varga a vůz 02 František Pořádek. Strojvůdci měli z provozních důvodů zajištěny služební byty v Bratislavě. Jako strojvedoucí (pravděpodobně záložní) na Strele od roku 1936 působil údajně také Jan Vella, pozdější československý pilot RAF.
O provoz bufetu se starala pražská pobočka Mezinárodní společnosti lůžkových vozů (Compagnie Internationale des Wagons-Lits, zkráceně CIWL; známá dnes především jako původní provozovatel Orient Expresu), která pro ČSD zajišťovala provoz všech spacích, jídelních a bufetových vozů. V obsluze bufetu se střídali Václav Betáš, Teska a Jožko Brezanyi.

#### Vyhodnocení 1. roku provozu
Za první rok provozu, tedy od července 1936 do konce června 1937 bylo provedeno následující vyhodnocení:
- Vozy řady M 290.0 najezdily v součtu po čtvrt milionu kilometrů.[87]
- Motorový vůz byl nahrazen parním vlakem během 11 z 291 jízd, tedy pouze v necelých 4 % případů, což byl na v podstatě prototypové vozy úctyhodný výkon[23] – vykázaly vyšší provozní spolehlivost než ostatní řady motorových vozů,[87] oproti kterým měly procento oprav o polovinu nižší. Přesto se však objevovaly názory, že vozy M 290.0 byly v opravě až příliš často.[88]
- Do konce června 1937 činily veškeré bezprostřední náklady na provoz 1 164 910,33 Kč, což je 5,26 Kč na vlakokilometr. Tato částka byla zhruba poloviční oproti parním vlakům. Příjmy za uvedené období činily 1 387 679,40 Kč z cestovních dokladů, plus dalších přibližně 10 000 Kč z vlakového bufetu, takže průměrný měsíční příjem byl 6,30 Kč na vlakokilometr. Spoj Slovenská strela byl tedy již v počátcích provozu ziskový.[23] Podle jiného zdroje příjmy na jeden vlakokilometr byly o 2 Kč vyšší než výdaje, do kterých byl zahrnut provoz, amortizace a zúročení pořizovacích nákladů.[88]
- Průměrná obsazenost vlaků ČSD byla v roce 1937 okolo 27 %[23] a to při průměrné cestovní vzdálenosti do 30 km.[88] Avšak Strela, přestože šlo o 2. třídu a vzdálenost téměř 400 km, již v prvním půlroce provozu dosáhla obsazenosti 36,32 % a dál stoupala na hodnotu 48,54 % v červnu 1937. Některé jízdy byly dokonce plně vyprodány a zájemci o cestu museli být odříkáni.[16][23] Přitom ještě před zahájením provozu bylo vypočítáno, že provoz vlaku se vyplatí už při obsazení 24 z celkových 72 míst k sezení.[21]
- Díky povinným místenkám bylo možné udržovat velmi přesné statistiky obsazenosti. V součtu za oba směry jízdy Strela přepravila 17 696 cestujících, z toho 8 078 mezi Bratislavou a Prahou, 5 552 mezi Bratislavou a Brnem a 4 066 mezi Brnem a Prahou.[3]

#### Nehody

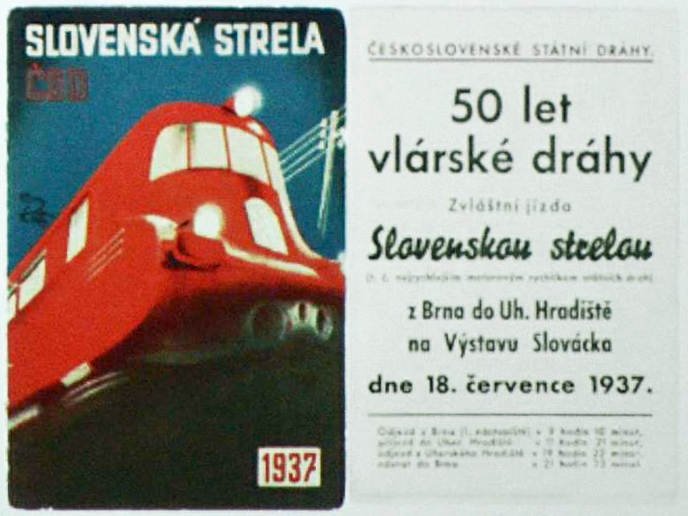
Reklamní materiál oznamující jízdu vozem Slovenská strela u příležitosti 50 let Vlárské dráhy a konání Výstavy Slovácka (1937).

Ani vozům řady M 290.0 se nevyhnuly nehody. U vozu 02 jsou doloženy nejméně dvě. První byla srážka s tělem prasete, které vypadlo z nákladního vlaku. Došlo ke zohýbání aerodynamického opláštění na spodku vozu, poškození bylo opraveno během roční revize.
V sobotu 22. srpna 1936 vůz 02 při ranní jízdě do Prahy smetl při rychlosti zhruba 100 km/h v oblouku severně od Blanska (v místě poblíž současného atletického stadionu) fotografa stojícího v kolejích. Byl jím Vladimír Halbich, 18letý student učitelského ústavu v Brně, který byl v Blansku na návštěvě. Nestačil už včas uhnout a na místě zemřel, podle dobového tisku mu vlak údajně uřízl hlavu. Četníci nechali film vyvolat a zjistili, že jeho osudná fotografie Slovenské strely se vydařila. Reprodukce fotografie se dochovala v archivu společnosti Tatra. Halbich byl pochován na Olšanských hřbitovech v Praze.
Ráno v pátek 12. listopadu 1937 srazil neurčený vůz Slovenské strely patnáctiletého chlapce, zámečnického učně Jana Kozla z Bratčic, když na železniční zastávce v Rajhradě přebíhal přes koleje. Přestože strojvůdce ihned začal nouzově brzdit, rychlík mladíka zachytil a těžce poranil na nohou a na hlavě. Po poskytnutí první pomoci byl zraněný přímo na palubě Slovenské strely dopraven do Brna, kde v Úrazové nemocnici krátce po poledni zraněním nakonec podlehl.
Vůz 01 se 27. května 1938 u Modřic bočně střetl s soupravou odstavených nákladních vozů, zadní čelo vozu bylo zničeno a během oprav jezdil místo něj vůz 02. Oprava proběhla kvůli rozsahu poškození přímo u výrobce v Kopřivnici, kde mimo jiné bylo poškození důkladně písemně a fotograficky zdokumentováno. Do provozu se vrátil 23. září 1938. ČSD informaci o nehodě poslaly do redakcí novin značně zcenzurovanou, aby neutrpěla dobrá pověst Strely.

#### Zvláštní jízdy
Doloženo je nasazení vozu 01 na oslavách 50 let od zahájení dopravy v úseku Vlárské dráhy z Nemotic do Kyjova v neděli 18. července 1937. V rámci této akce byly vypraveny dva zvláštní vlaky na trase z Brna do Uherského Hradiště na Výstavu Slovácka (jejíž součástí byla také expozice ČSD) – Strela, reprezentující pokrokovou současnost, a již tehdy historická souprava parní lokomotivy se třemi osobními vozy, které namísto vstupních dveří pouze na představcích měly ještě samostatné dveře do každého oddílu. Oba vlaky se setkaly ve stanici Nemotice, kde proběhla hlavní část oslav.

### Předválečné události, druhá světová válka a poválečná léta (1939 – přelom 40. a 50. let)

#### Dočasné přerušení provozu po odstoupení pohraničních území
Po odstoupení pohraničních území po Mnichovské dohodě se z mnoha hlavních železničních tratí, mj. i tratě z Prahy do Bratislavy přes Českou Třebovou (trať přes Vysočinu byla teprve ve výstavbě), staly tratě peážní, tedy vedoucí přes cizí území. Spojení Prahy, Brna a Bratislavy tak bylo přerušeno a po vyjednání s nacisty obnoveno až 5. listopadu 1938. Přestože obnovený provoz měl poloviční rozsah proti původnímu, Slovenská strela se vrátila včetně zachování původního jízdního řádu a již zmiňovaných dosud nejrychlejších cestovních časů.

#### Odstavení a občasné jízdy za 2. světové války
Provoz spoje Slovenská strela skončil po rozdělení Československa na protektorát Čechy a Morava a Slovenskou republiku v březnu 1939. Během druhé světové války byly oba vozy (stejně jako ostatní motorové vozy) mimo provoz kvůli nedostatku pohonných hmot – většinu jich spotřebovala armáda. Nejprve byly odstaveny v Bratislavě, než je počátkem 40. let získaly protektorátní dráhy výměnou za salonní vozy, které Slovenským železnicím chyběly. Po výměně byla dvojice Strel předána do výtopny Praha-Hybernské nádraží (tak se v letech 1940–1945 nazývalo Masarykovo), ale prakticky celou válku vozy prostály odstaveny v halách dílen v Bubnech. Vyjížděly jen ojediněle, jednou až dvakrát měsíčně, k udržení technické způsobilosti. Vůz 01 posloužil k cestě prezidenta Háchy a vládní delegace na zahájení stavby 2. Vinohradského tunelu.

#### Poválečné nasazení na různé účely a postupný útlum provozu
| „Slovenská strela je určena pouze pro vládní činitele, kteří podnikají cesty v zájmu státním. Pro cestující z Brna do Prahy je vyhrazeno 10 míst a do Bratislavy 6 míst.“ |
| Svobodné noviny, vydání ze 14. září 1945 |

Po skončení války se od čtvrtku 21. června 1945 řada M 290.0 vrátila na původní trasu mezi Bratislavou a Prahou, obnovení spoje Slovenská strela bylo vykládáno jako jeden ze symbolů „opětovného spojení bratrských národů.“ Obnovená Strela jezdila ve směru z Prahy do Bratislavy pouze v úterky, čtvrtky a soboty. V opačném směru v pondělky, středy a pátky. Od 29. června do změny jízdního řádu 17. září spoj zastavoval v Brně-Židenicích a Dolním nádraží. Teprve počínaje 1. říjnem začal spoj opět jezdit denně kromě neděle. Jízdní doba v obou směrech přesahovala 6 hodin.
V prvních měsících po válce byl spoj určen pouze pro služební jízdy vládních činitelů a pracovníků civilních a vojenských úřadů, z čehož cestujícím bylo z Brna do Prahy určeno 10 míst a do Bratislavy 6. Nutnost cesty musela být úředně doložena a k jízdě byly zapotřebí povolenky, které vydávala přímo příslušná Ředitelství státních drah, následně bylo ještě potřeba koupit si v Čedoku místenku.
Během prvních poválečných let probíhala obnova poničených železnic a jízdní doby se postupně přibližovaly k těm předválečným. Kvůli nedostačující kapacitě byla řada M 290.0 již počínaje obnovením provozu Strely stále častěji nahrazována německými motorovými jednotkami, které ČSD získaly jakou válečnou kořist. Teprve od 1. dubna 1946 (odkdy na Strele bylo patrně nasazení těchto kapacitnějších vlaků garantováno) byly povolenky zrušeny a opětovně zaveden prodej místenek na nádražích. Místenky stály 20 Kčs a šlo je koupit nejdříve den dopředu. Přednost nadále měly jízdy služební před soukromými.
Kořistní vlaky umožnily rozšířit počet, kvalitu a kapacitu rychlých motorových spojení, od nového jízdního řádu 3. prosince 1945 mělo být 11 párů rychlíků vedeno motorovými vozidly. Avšak poněvadž německé vlaky určené na pravidelný spoj mezi Ostravou a Prahou nebyly opraveny včas, jezdily zpočátku tohoto jízdního řádu vozy M 290.0 krátce na nově zavedeném rychlíku 31/32 Ostravan či Ostravská střela. Povinně místenkový spoj byl založen na stejném konceptu, jako Slovenská strela – umožnit jednodenní (zhruba 8hodinovou) návštěvu Prahy. Zastavoval pouze v Olomouci a později také v Přerově. Z tohoto období se dochovalo také porovnání – zatímco lehký vůz M 290.0 se 72 místy k sezení spotřeboval na jednu jízdu z Prahy do Ostravy jen 265 litrů paliva, 90tunová dvoudílná jednotka Hamburg (u ČSD řada M 297.0) se 77 místy spotřebovala 600 litrů paliva a navíc musela být řízena vždy dvojčlennou četou.
Z Ostravanu byly vozy M 290.0 od června 1946 přesunuty na trasu Praha – Karlovy Vary. Na obou trasách vůz řídil Alois Jenšík z Prahy. (O nasazení na linku do Karlových Varů se uvažovalo už v době zahájení pravidelného provozu vozů M 290.0 v roce 1936.)
| „Každý týden nyní jezdí náš rychlíkový motorový vůz Slovenská strela do Norimberku pro americké vojáky a úředníky z amerického pásma v Německu. Na programu zájezdů, které pořádá Čedok, je pobyt v severočeských lázních a návštěva Prahy. Zájem o tyto zájezdy stále vzrůstá. Zvláštní pozornosti se těší konstrukce našeho motorového vozu, který je výrobkem firmy Tatra. Vojenský časopis »The Stars and Stripes« přinesl už také pěkné obrázky z prvního zájezdu amerických vojáků do Československa.“ |
| Svobodné noviny, vydání z 30. listopadu 1946 |

Vozy sloužily i pro vládní a ministerské jízdy na norimberský soudní proces, kam vozily také novináře, právníky a svědky. Kromě nich vozy využívali také příslušníci spojeneckých armád, kteří Strelou jezdili na Čedokem pořádané zájezdy do českých lázní na ozdravné pobyty a dále na prohlídku Prahy. Oběh vozu byl většinou třídenní, první den připadl na cestu do Bavorska, následoval den pobytu a posledního dne cesta zpět do Prahy. K těmto jízdám se využíval většinou vůz 02, zatímco vůz 01 se do Norimberku vydal pouze dvakrát, přičemž podruhé nedojel a následně nějaký čas strávil v Kopřivnici na opravě závady generátoru.
Některé zdroje uvádějí, že dvojice vozů M 290.0 po komunistickém převratu roku 1948 již nebyla do pravidelného provozu zařazena. Podle jiného zdroje se od roku 1948 oba vozy vrátily na spoj Slovenská strela a pokud kapacita nedostačovala, byl v těsném závěsu vypraven další motorový vůz. V tisku je naznačeno, že ještě v úterý 10. února 1948 vůz řady M 290 na tomto spoji jel jako náhrada za neprovozní dvoudílnou jednotku.
Do správy bratislavského depa už se řada M 290.0 nevrátila, z Bubnů se po válce vozy přesunuly zpět pod Masarykovo nádraží a později do nově dokončeného motorového depa v Libni.

### Vyřazení z provozu, chátrání a částečné opravy, památková ochrana (přelom 40. a 50. let – 2015)

#### Odstavení jako záloha pro vládní jízdy a následné vyřazení

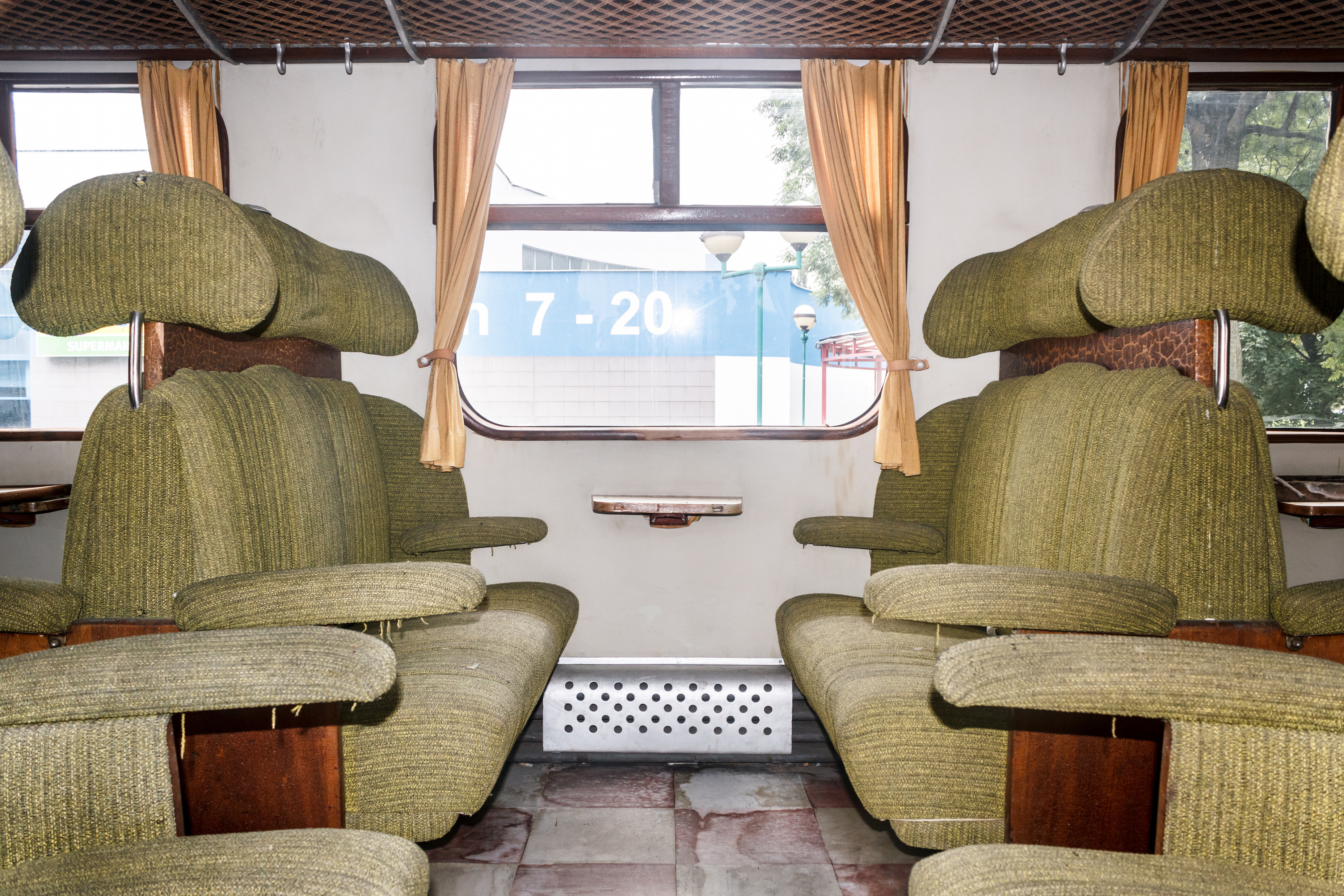
Podoba interiéru po opravě v letech 1968–1970. Obložení stěn bylo vyměněno za bílé a sedadla získala světle zelený potah.

K ukončení pravidelného provozu vozů M 290.0 přispělo několik důvodů. Jak již bylo v textu zmiňováno, již před válkou se jako slabina ukázala jejich nedostačující kapacita, resp. nemožnost provozu s přípojnými vozy. Předválečný vozový park ČSD byl v parní i motorové trakci značně rozmanitý, s mnoha (údajně až 45) nepříliš početnými řadami hnacích vozidel, a tedy náročný a nákladný na údržbu. Následné válečné události rozesely vozidla ČSD po velké části Evropy a k ČSD zavlekly mnoho řad cizokrajných. Roztříštěnost vozového parku přetrvávala, např. jen na motorové rychlíky měly ČSD k dispozici kromě dvojice Slovenských strel dalších 12 kořistních vlaků pěti řad, 33 Modrých šípů tří řad a jeden prototyp Stříbrného šípu (který ale po válce mnoho nenajezdil). Celkem tedy 48 vozidel 10 řad.
Příchod 50. let, i s ohledem na nastupující centrální plánování, přinesl obnovu vozového parku v podobě velkých sérií nových motorových vozů a jednotek. Přestože nevynikaly po technické stránce ani úrovní cestovního komfortu, umožnily jejich dodávky konec udržování atypů. V průběhu 50. let nastal konec řady M 290.0 i mnoha dalších, například Modrých šípů, přestože ještě nebyly příliš opotřebované či zastaralé. Hodí se však poznamenat, že původně pokrokové motorové vozy z 30. let byly v tomto desetiletí vyřazovány také v ostatních evropských státech (například ve Francii vozy Micheline a Bugatti již od roku 1952, v Maďarsku vozy Arpád od roku 1954, v Německu byl Létající Hamburčan vyřazen roku 1957 a jím inspirovaná francouzská jednotka TAR v roce 1959, ...)
Vozy Slovenské strely byly pro jejich komfort a reprezentativnost zachovány pro státní účely a koncem 40. let byla dvojice vozů vedena jako tzv. vládní záloha. Během roku 1950 údajně oba vozy M 290.0 (spolu se Stříbrným šípem M 260.001, prototypem M 234.001 a jednotkou Modrý blesk M 493.001) stály odstaveny v motorovém depu Praha-Libeň. V 50. letech již mnoho kilometrů nenajezdily.
Vůz M 290.001 byl vyřazen v listopadu 1953 a odstaven v areálu ŽOS Šumperk (kde byl od března 1954 odstaven také Stříbrný šíp). Už od odstavení v Libni sloužil jako zdroj náhradních dílů pro druhý vůz, který tak mohl být dále udržován v provozním stavu. Později se vůz 01 dostal do Vagónky Studénka, kde měl projít rozsáhlou rekonstrukcí. Té se ale nikdy nedočkal – chátral na odstavné koleji a roku 1960 byl kompletně zničen požárem, jehož příčina nebyla nikdy objasněna – jednou z variant je jiskra od parního vlaku, další variantou jsou opilci, kteří vůz použili jako přístřešek.
Vůz M 290.002 (držitel rychlostního rekordu a účastník většiny jízd na Norimberský proces) zůstal příležitostně ve vládním provozu do roku 1959 nebo 1960, kdy byl v žalostném stavu z Libně předán do Lašského muzea v Kopřivnici. Darování vozu muzeu s drahami vyjednal jeho zakladatel Emil Hanzelka. Strela se stala největším exponátem ve sbírce a její získání bylo výjimečné i tím, že vůz se dostal do muzea po pouhých 24 letech od vyrobení. Zajistit vhodné uložení vozu už ale převyšovalo síly muzea. Strela byla nejdříve odstavena na vedlejší koleji v areálu továrny, zpočátku se totiž uvažovalo o jejím zprovoznění a využívání pro zájezdy ROH. Od záměru bylo upuštěno a 15. června 1962 byl vůz přemístěn do parku za Lašskou vilu, kde stál po boku trolejbusu Tatra 401. Kvůli vandalismu musel být brzy oplocen. V říjnu 1966 byl vůz podruhé přestěhován, aby uvolnil místo připravované stavbě nového muzejního pavilonu. O několik desítek metrů byl přesunut pouze lidskou silou a konečně dostal přístřešek. S účinností od 1. ledna 1968 bylo muzeum a exponáty převedeny pod správu národního podniku Tatra.

#### Částečná oprava a zásah do interiéru
Částečné renovace se vůz dočkal letech 1968–1970. Tato oprava proběhla v rámci tehdejších značně omezených finančních, technických, materiálových a technologických možností. Zasáhla do vzhledu interiéru a nebyla příliš ohleduplná k historické podstatě vozu – například téměř všechna okna byla kvůli špatnému stavu vyměněna za ne úplně přesné repliky, purpurové obložení stěn bylo vyměněno za bílé, razantní zásah prodělala sedadla uvnitř i navenek a získala světle zelený potah namísto původního béžového. V důsledku opotřebení se dále měnily žárovky, ventily, pouzdra ložisek, podlahy, rohožky, koberečky, stolky atd. Nedotčené zůstaly pouze ventilační hlavice na stropě. Větší, kuřácký oddíl byl zcela zbaven sedadel (která se tak nedochovala), stolků i zavazadlových polic a využit k umístění expozice mapující železniční výrobu Tatry od počátků v roce 1881 do jejího konce roku 1951. Kvůli ničení interiéru návštěvníky se vůz se pro veřejnost uzavřel a expozice přesunula. V září 1974 provedli lakýrníci spolu s učni pod širým nebem první velkou obnovu vnějšího nátěru. Vůz byl přeznačen na M 290.001.

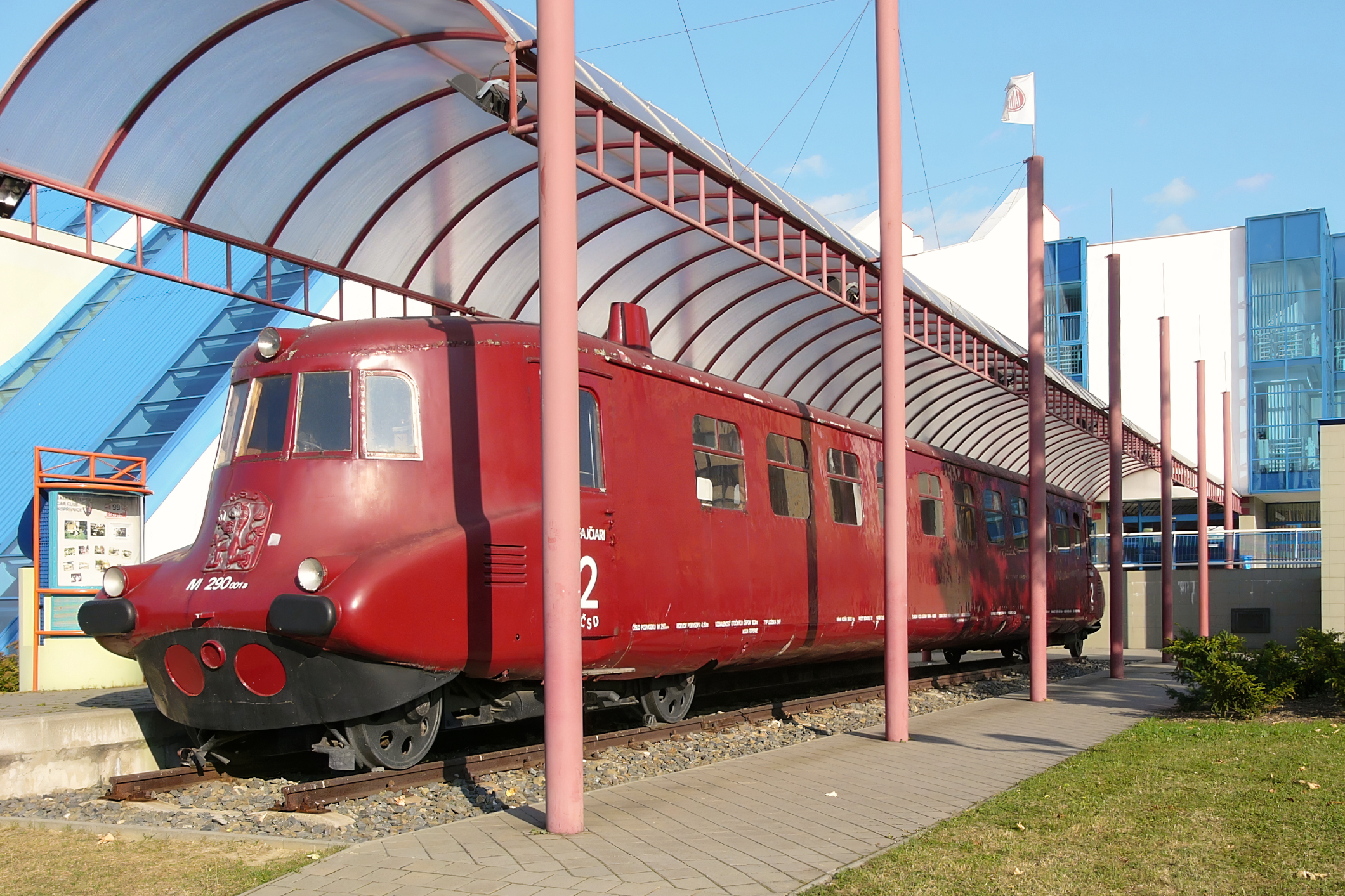
Vůz M 290.002 pod falešným označením M 290.001 před muzeem Tatry v Kopřivnici v roce 2004. Na voze jsou již patrné známky chátrání.

#### Po pádu komunismu
V první polovině devadesátých let byla automobilka Tatra privatizována a součástí majetku nově vzniklé společnosti Tatra a.s. se stal i majetek Technického muzea Tatra a to včetně samotných sbírek.
Druhá obnova nátěru proběhla v květnu 1993, avšak nerespektovala původní odstín ani odlišnou barevnost střechy, vše bylo překryto odstínem rudé odpovídajícímu soudobým kolejovým vozidlům. Roku 1997 byl vůz přestěhován z parku od bývalého muzea do důstojnějšího přístřešku před novým muzeem v centru města. Během času, kdy byla vystavena v Kopřivnici, začala být Strela považována za jeden ze symbolů města.

#### Památková ochrana
Dne 22. května 2000 získal dochovaný vůz od Ministerstva kultury status movité kulturní památky. S platností od 1. července 2010 získal jako vůbec první vlak v Česku nejvyšší stupeň památkové ochrany – byl prohlášen národní kulturní památkou. Stal se tak jedinou movitou národní kulturní památkou v Moravskoslezském kraji. Ani právní ochrana však nezměnila nic na tom, že vůz dále chátral, desítky let trvající vystavení vlivům počasí a vandalů si vybíralo svou daň. Společnost Tatra a.s, která byla jeho vlastníkem, se od roku 1989 potýkala s častými změnami vlastníků a kvůli finančním problémům byl podnik v roce 2010 úplně zastaven a v roce 2013 vydražen. Po mnoha vnitřních změnách byl obnoven pod vedením nových majitelů, společnosti Tatra Trucks a.s.

### Přípravy a provedení celkové rekonstrukce s cílem obnovit původní stav (2015–2021)

#### Naděje a přípravy na rekonstrukci

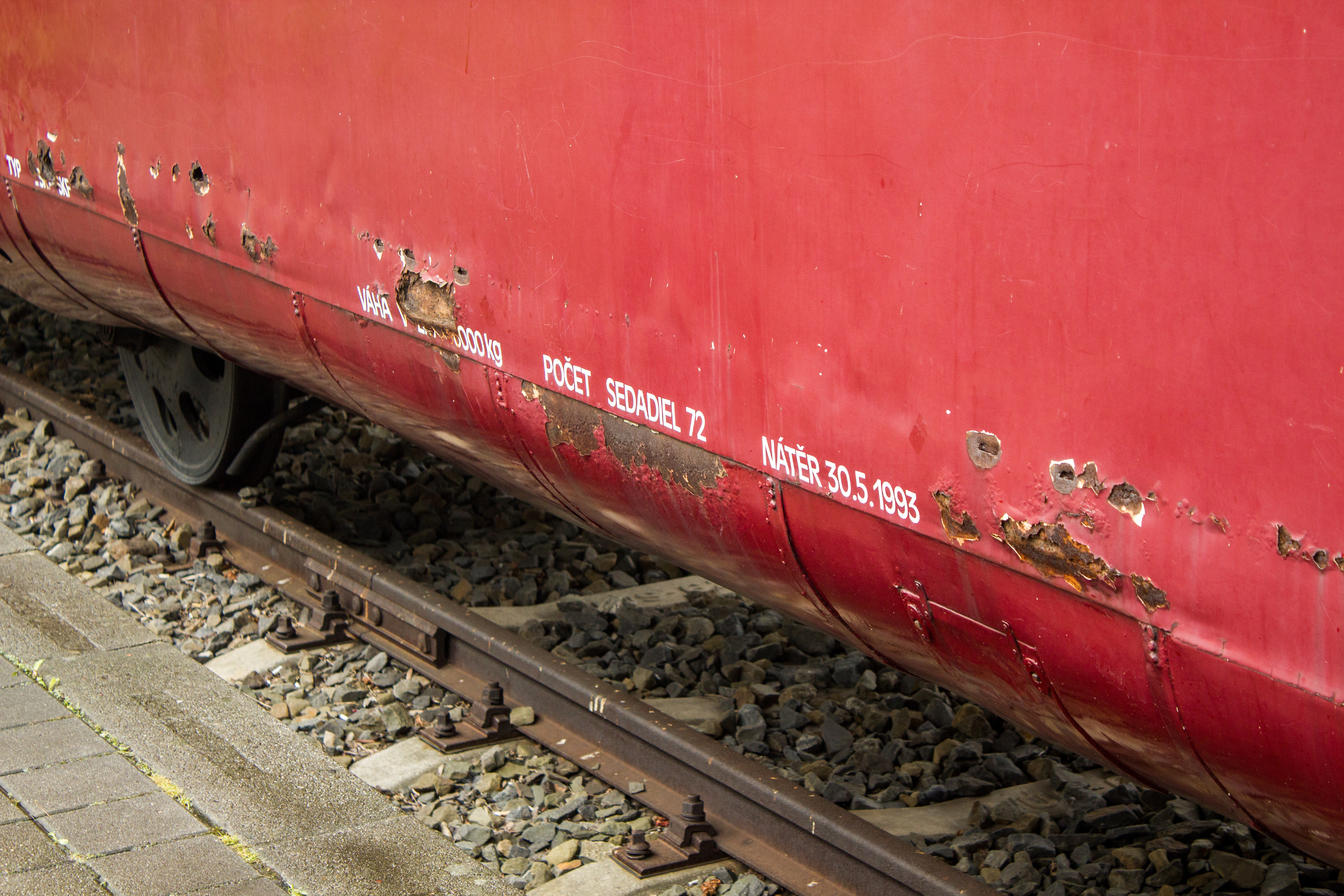
Zejména spodní část skříně dochovaného vozu byla silně poškozená korozí. Stav v září 2014, tedy 4 roky před zahájením oprav.

K umožnění renovace vozu přispělo více okolností. Noví majitelé Tatry kladli větší důraz na historický odkaz značky a prohlášení za národní kulturní památku v roce 2010 otevřelo později cestu k možnosti získat na opravu z fondů EU dotaci z Integrovaného regionálního operačního programu – Revitalizace vybraných památek II. V roce 2015 Tatra najala firmu BeePartner, která připravuje projekty a žádosti o dotace. Tato firma pak s historikem Jiřím Střechou a restaurátorem Janem Palasem připravila podklady pro restaurování Slovenské strely.
V roce 2017 představila společnost Tatra Trucks záměr vůz v souvislosti s výstavbou nového muzea rekonstruovat, v ideálním případě do provozuschopného stavu, trvale jej vystavovat v samostatném novém pavilonu a příležitostně využívat k tzv. nostalgickým jízdám pro veřejnost a významné firemní návštěvy.
Následujícího roku se záměr začal uskutečňovat – počátkem roku 2018 byla vypsána soutěž na rekonstrukci, ve které zvítězila Českomoravská železniční opravna (ČMŽO) s cenou 35 milionů korun a předpokládanou dobou prací dva roky. Druhým a poraženým účastníkem soutěže bylo DPOV Nymburk, které již mělo zkušenosti s opravou vozu M 260.001 Stříbrný šíp.

#### Průběh rekonstrukce, zkušební jízdy a ladění nedostatků
Slovenská strela byla v pátek 31. srpna 2018 naložena na kamion a přepravena do dílen ČMŽO v Hranicích, kde byla s využitím původní dokumentace opravována do plně pojízdného stavu tak, aby se zpět do muzea mohla vrátit vlastní silou po kolejích v podobě, jakou měla ve 30. letech. Práce probíhaly pod dohledem Jana Palase, Jiřího Střechy a byly koordinovány s památkáři. Restaurátorům a konstruktérům bylo k dispozici 242 výkresů k vozové skříni, schémat zapojení různých přístrojů, návodů k obsluze a podobně. Nedochované prvky interiéru, jako například výbava většího oddílu dříve odstraněná kvůli výstavě, ale také třeba některé měřící přístroje na řídicím pultu, byly znovu vyrobeny – od většiny dílů se dochoval alespoň jeden kus, což umožnilo vyrobit přesné repliky. V horším případě se vycházelo z výkresů a fotografií. Při renovaci byly učiněny drobné úpravy a odchylky od původního stavu nezbytné k tomu, aby byla zachována maximální rychlost 130 km/h i za současných podmínek provozu. K tomu potřebná elektronika byla dodána jako přenosná a může být z vozu snadno demontována. 
25. května 2020 byl vůz M 290.002 ještě jako nedokončený a neprovozní po kolejích lokomotivou odtažen z dílen ČMŽO v Hranicích do lakovny téže firmy v Přerově, poprvé po 60 letech se tak opět ocitl na železniční síti.

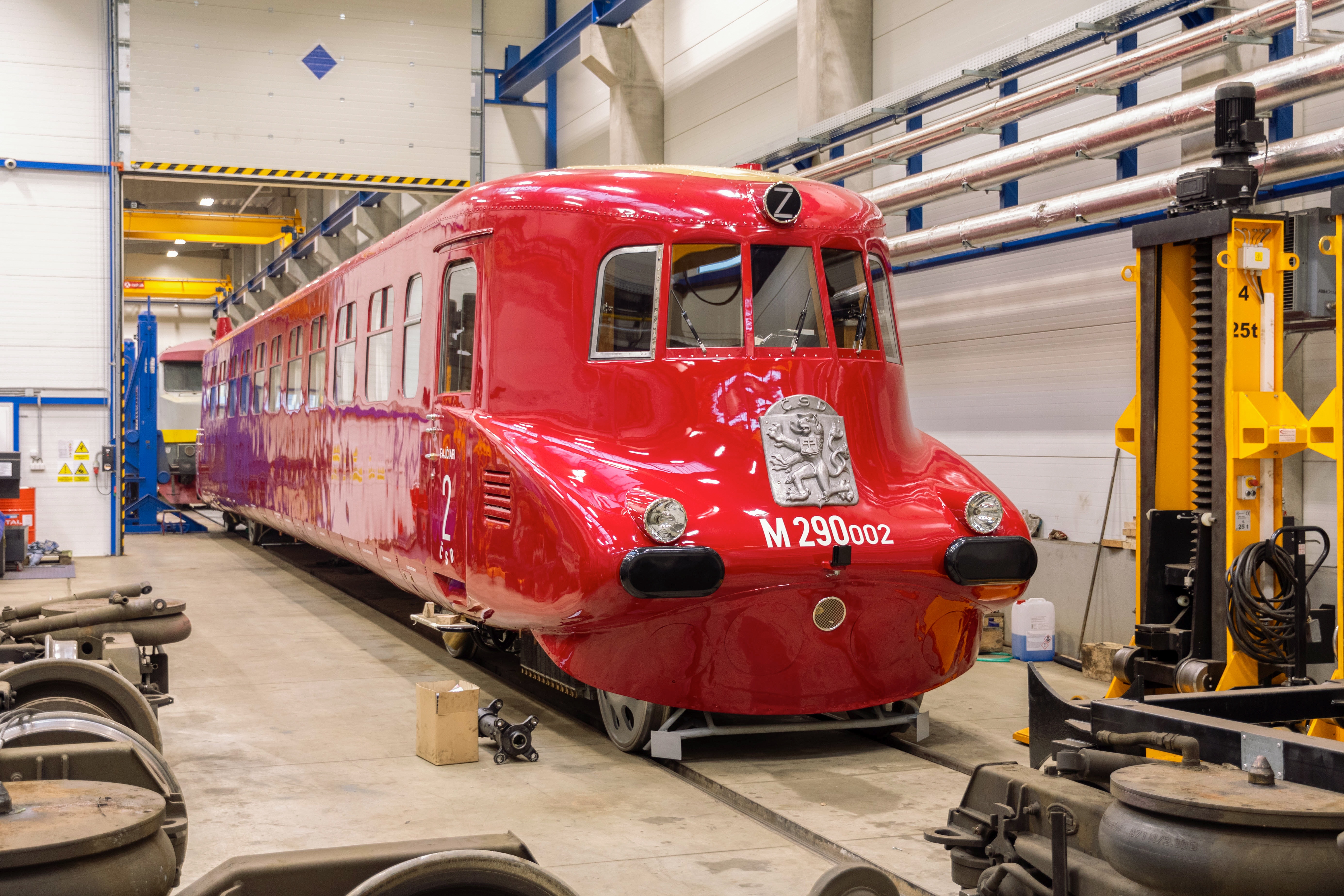
Vůz M 290.002 během závěrečné fáze celkové renovace v dílnách ČMŽO v prosinci 2020.

Renovace vozu byla dokončena koncem roku 2020. Pro administrativní účely dostal vůz dodatečně přiděleno také nové označení EVN 90 54 3 870 002-3 dle standardů UIC. V neděli 13. prosince se uskutečnila první zkušební jízda, na které se Strela poprvé ukázala veřejnosti v kompletní podobě – s doplněnými světlomety, státními znaky na čelech a nápisy na vozové skříni. Jízda se měla uskutečnit na II. koridoru v úseku Přerov–Břeclav a zpět, avšak byla předčasně ukončena ve stanici Huštěnovice kvůli poruše. Došlo ke zničení pryžové, tzv. pružné spojky sloužící k přenosu točivého momentu. Poháněna pouze jedním motorem se Strela navrátila zpět do Přerova k opravě. Během dalších zkoušek v lednu 2021 se utrhl píst na jednom z benzinových motorů. V březnu se pak přidřel jeden válec. Dále se dolaďovalo zapojení, regulace a další náležitosti pro bezpečnost provozu. Celá etapa oživování Strely a odladění pohonu byla mimořádně náročná, dochovaná dokumentace tuto oblast nepokrývala dostatečně a nebyl již na živu nikdo, kdo by měl s údržbou či řízením Strely zkušenosti. Při březnové zkušební jízdě do Břeclavi docílila Strela po zajetí motoru rychlosti téměř 136 km/h. Původní konstrukční rychlost 130 km/h byla obnovena, avšak administrativně byla maximální povolená rychlost omezena na 100 km/h z důvodu nemožnost dosadit na vůz všechny prvky současného zabezpečovacího zařízení a také z důvodu snahy šetřit motory a další původní komponenty, aby se zachovaly i pro další generace. Z důvodu šetření motorů byl nově pohon přeladěn tak, aby k přepínání mezi Sousedíkovým soustrojím a zapojením motoru napřímo docházelo až při rychlosti 105 km/h.

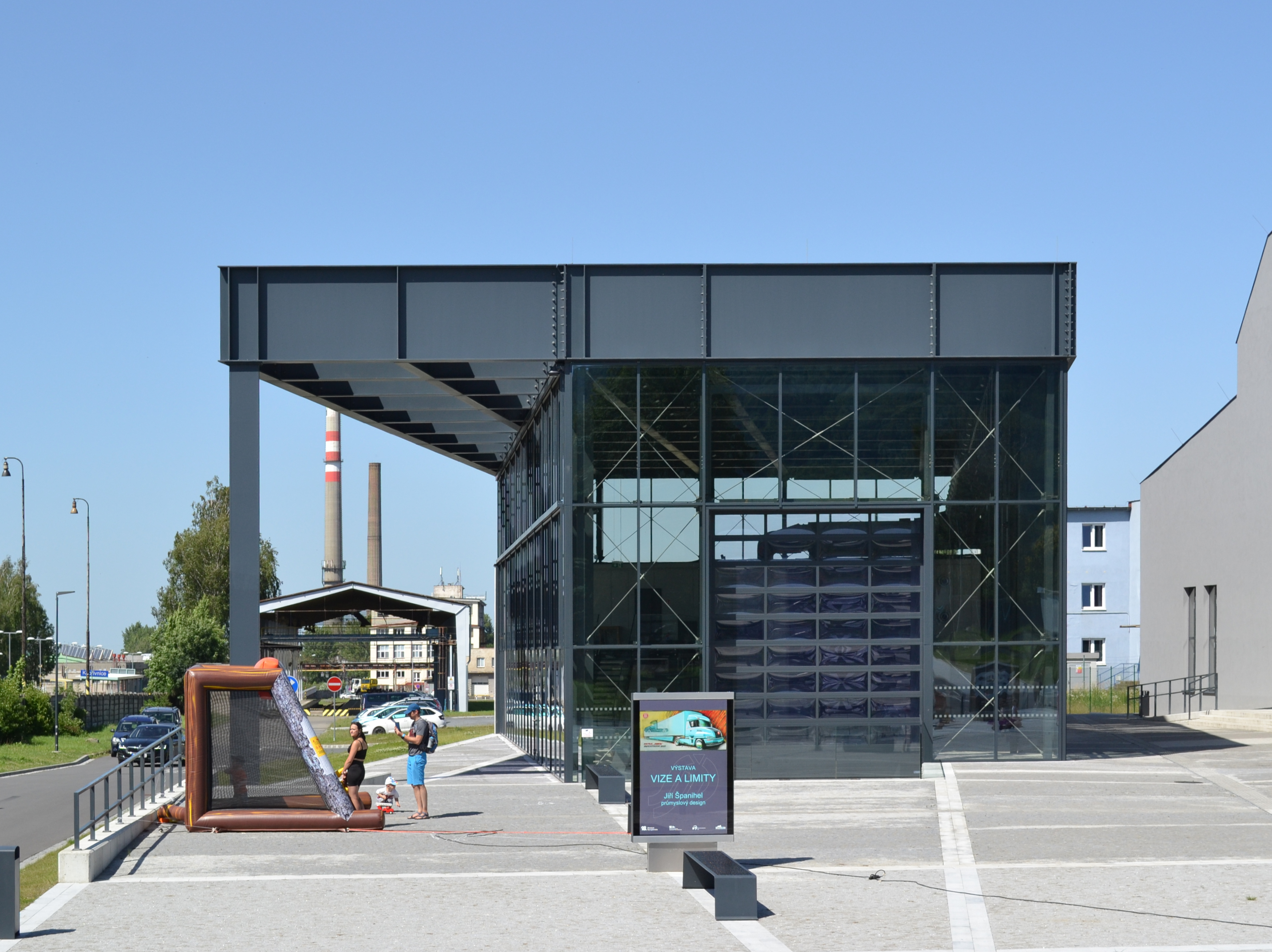
Depozitář Slovenské strely u Muzea nákladních automobilů Tatra

Návrat do Kopřivnického muzea a veřejné představení vozu byly i kvůli omezení veřejných akcí a dalším opatřením v boji proti pro šíření nemoci covid-19 odloženy na pozdější část roku 2021. Ve čtvrtek 6. května 2021 renovovaný vůz M 290.002 (znovu po necelých 85 letech) úspěšně vykonal technicko-bezpečnostní zkoušku, a to v úseku Přerov–Zábřeh na Moravě a zpět. Ve čtvrtek 13. května se konečně Strela vlastní silou za účasti novinářů a pozvaných hostů vrátila do nově postaveného depozitáře v kopřivnickém muzeu.
Celková cena za renovaci vozu a stavbu nového depozitáře byla dohromady 118 milionů Kč, z čehož 45 milionů stála oprava Strely a zbytek připadl na stavbu depozitáře. Tatra zaplatila 40 milionů, zbytek pokryla dotace. Depozitář vznikl v sousedství nového Muzea nákladních automobilů Tatra, slouží jako výstavní prostor i zázemí pro údržbu a stal se jednou z deseti staveb s titulem Stavba roku 2021.
Znovuzrození Slovenské strely se v reportážích pravidelně věnovala regionální i celostátní média. Průběh renovačních prací sledoval také Tomáš Sousedík, syn vynálezce Josefa Sousedíka, který se stará o udržování otcova odkazu.

### Provoz v rámci nostalgických a prezentačních jízd (2021–současnost)

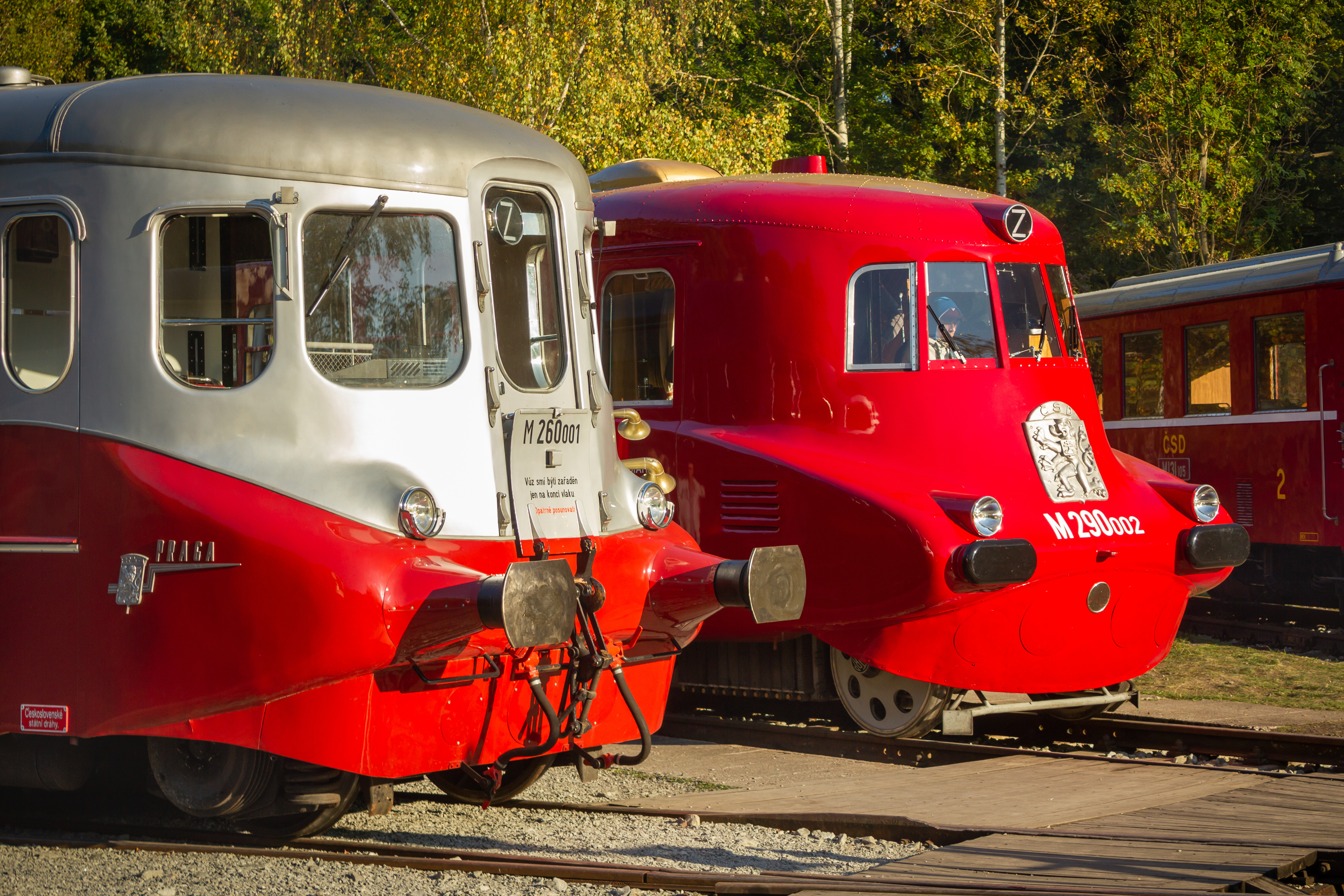
Vozy M 260.001 a M 290.002 byly po desítkách let opět k vidění pohromadě v Lužné u Rakovníka 10. října 2021

V nové etapě historie vozu M 290.002 se počítá s jeho využitím k prezentaci společnosti Tatra, veřejným i soukromým nostalgickým jízdám a zpřístupněním v rámci prohlídek depozitáře. Tím vším se prolíná snaha Strelu, coby nákladně renovovanou národní kulturní památku, šetřit pro budoucí generace – z toho důvodu se například s vozem nejezdí maximální rychlostí a neobsazuje se na plnou kapacitu, ale jen na zhruba 45 cestujících (i s ohledem na poněkud stísněný interiér). Stroj také potřebuje před i po každé jízdě náležitou údržbu. 

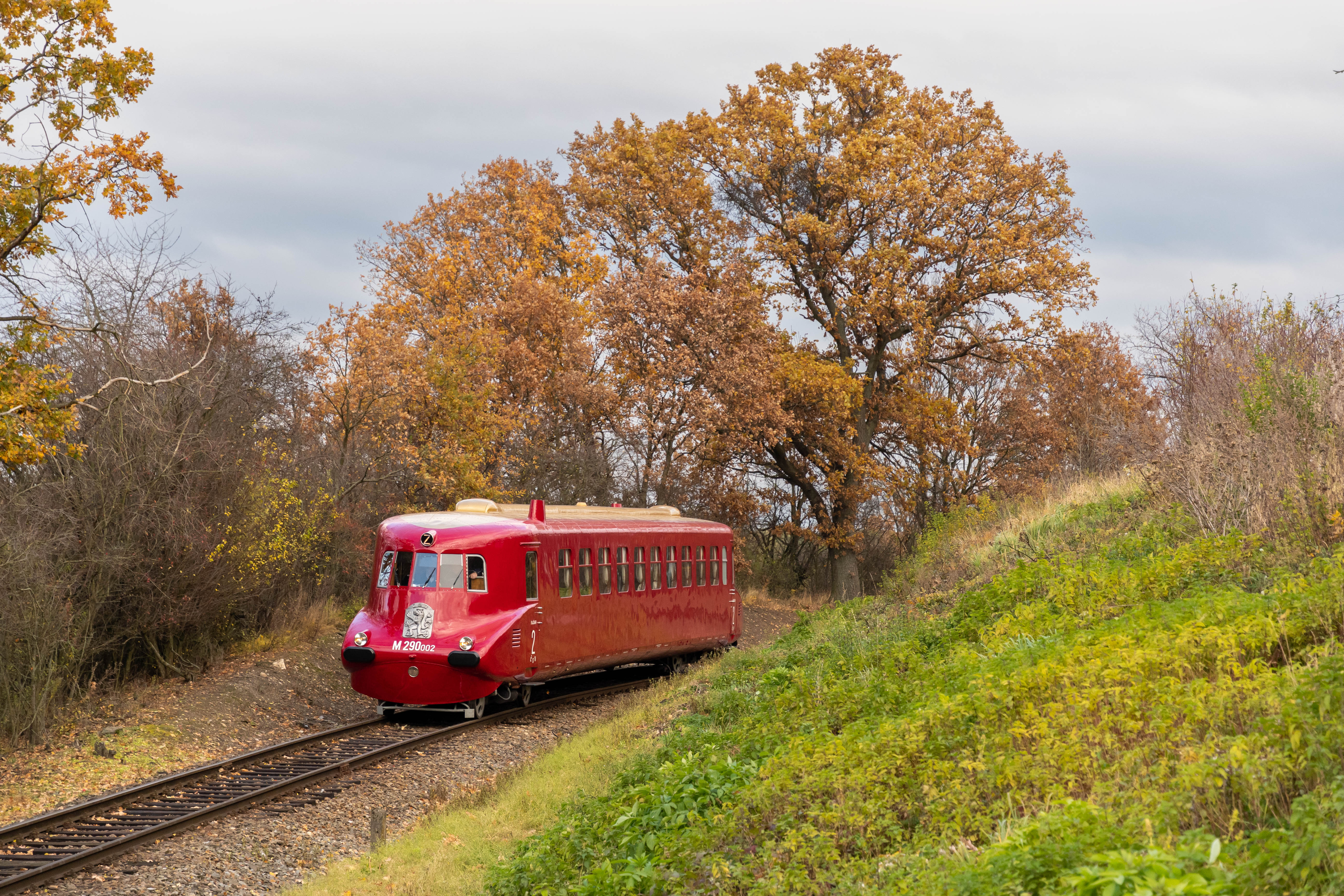
M 290.002 při jízdě v úseku Žleby zastávka – Žleby 5. listopadu 2021

Jízdy proto jsou spíše komornější akcí; za rok 2021 Strela svezla zhruba 300 cestujících a byla k vidění například na setkání motorových vozů v Lužné u Rakovníka, kde vedle sebe po desítkách let opět stanuly všechny tři dochované vozy reprezentující snahy ČSD o rychlou motorovou dopravu ve 30. letech – za Modré šípy typ M 274.0, Slovenská strela a Stříbrný šíp. Do budoucna se nepředpokládá zásadní nárůst počtu přepravených cestujících ani množství jízd, avšak v plánech je i jízda po původní trase mezi Bratislavou a Prahou.
Vzhledem k tomu, že společnost Tatra není železniční dopravce, provoz renovované Strely už počínaje zkušebními jízdami probíhá pod hlavičkou společnosti Railway Capital. Protože řízení vyžaduje velký cit a ohleduplnost, aby se stroj nepoškodil, byl zopakován model z minulosti a vůz má pevně přiřazené strojvedoucí – tím hlavním je Dušan Cihlář, který Strelu řídí již od prvního nastartování v rámci renovace a má hlavní zásluhu na jejím zprovoznění. Zaškoleno bylo také několik dalších strojvedoucích.
První veřejná jízda proběhla 6. května 2022, veškeré předchozí jízdy byly jen pro zvané. Za jízdu z Kopřivnice do stanice Ostrava střed a zpět cestující zaplatili 3990 Kč, přičemž Strela tuto trasu jela během dne dvakrát. Kapacita vozu byla pro obě jízdy omezena na 45 osob a platil zákaz konzumace jídel a nápojů. Všech 90 jízdenek bylo prodáno během tří dnů od zahájení prodeje. Kromě samotné jízdy byla v ceně jízdenky také prohlídka Železničního muzea moravskoslezského a beseda s restaurátorem a vedoucím projektu renovace Slovenské strely Jiřím Střechou a Janem Palasem.
Koncem června 2022 došlo k prvnímu většímu technickému problému od renovace vozu. Při zkušební jízdě po preventivní údržbě došlo k závadě na jednom ze spalovacích motorů, což si vyžádalo vývaz podvozku a demontáž motoru. Z důvodu nutnosti vyrobit nová axiální ložiska klikového hřídele se oprava protáhla do ledna 2023.

## Nástupnické a podobné projekty
Jak již bylo zmíněno, vozy M 290.0 byly objednány a dodány v počtu pouze dvou kusů. Ačkoliv se v provozu osvědčily a slavily úspěchy, další vozy již objednány nebyly. Jednou z příčin pravděpodobně mohla být nedostačující přepravní kapacita – Strela byla navržená k provozu sólo, tedy bez přípojných vozů, a všech 72 míst k sezení měla jen ve druhé vozové třídě.

### Vývoj před 2. světovou válkou

#### Motorové jednotky
| „Do provozu mají být zařazeny nové čtyřnápravové motorové vozy, kolejové autobusy podle vzoru italské Littoriny a nové třídílné soupravy, podle vzoru holandských vlaků, které mají umožnit použití motorových vozů pro dálkovou dopravu... Třívozové vlaky budou tvořiti motorovou zálohu pro nejrychlejší dálkovou dopravu podle příkladu známého vlaku Berlín—Hamburk.“ |
| Polední list, vydání z 9. listopadu 1934 |

Ještě minimálně v roce 1934, kdyby byly objednány vozy Slovenské strely, uvažovaly ČSD také o objednávce třídílných jednotek po vzoru německých a holandských, které by zajišťovaly rychlou dálkovou dopravu mezi Prahou, Brnem a Bratislavou, zatímco řada M 290.0 by se přesunula na jiné nasazení. V prosinci 1934 ČSD zamýšlely pořízení dvou jednotek na 130 km/h, se 160 místy k sezení ve 2. třídě, šatnou a bufetem.
Projektová dokumentace datovaná mezi 5. listopadem 1934 a 9. lednem 1935 dokládá, že firma Škoda projektovala třídílnou jednotku s dieselovým pohonem a elektrickým přenosem výkonu. Bylo rozpracováno několik variant návrhu, které se zachovaly v podobě výkresů Lo 45037, Lo 45047, Lo 45057 a Lo 44867 oddělení č. 82 lokomotivky Škoda. Karoserie tvarově vycházela z Modrého šípu M 274.0, ovšem s více aerodynamickými čely. Vlaky nesly označení pádík. Výkon motorů je uváděn v prvních verzích 2×440 koní, v poslední verzi 2×550 koní. Konstrukční rychlost 130 km/h, v poslední verzi 135 km/h. Celkový počet míst k sezení kolísá mezi 132 a 160 (nebo 162). Délka vlaku kolísá v rozmezí 55 140 – 60 800 mm. Hmotnost prázdného vlaku se pohybuje mezi 123,3 – 139,0 t a nápravový tlak 12,7 – 14,2 t.
Na obdobném konceptu třídílné jednotky s jakobsovými podvozky pracovala i ČKD. Počítalo se s výkonem 2×440 koní a konstrukční rychlostí 130 km/h. V porovnání s jednotkami od Škody měly tyto vlaky mít jiné uspořádání náprav a vnitřní uspořádání. Dveře se nacházely pouze v krajních článcích. V jednom krajním voze se nacházela strojovna s oběma motory, oddíl vlakvedoucího, bufet a oddíl třetí třídy v uspořádání 2+2 proti sobě, který pokračoval přes prostřední vůz až do poloviny druhé krajního článku. Zbytek vozu tvořil oddíl 2. třídy v uspořádání 2+1 proti sobě. Nápravový tlak měl být pravděpodobně 12 tun.
K výrobě žádné jednotky nedošlo z prosté příčiny, že Ministerstvo vlaky neobjednalo. Následující předválečné a válečné události pak tyto projekty odsunuly do pozadí.

#### Motorové vozy

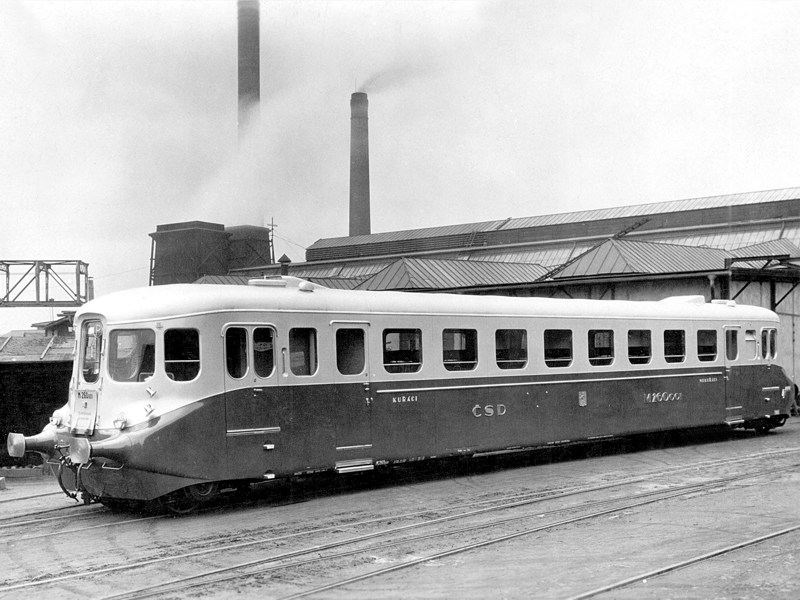
Tovární snímek nově dokončeného vozu M 260.001 Stříbrný šíp v areálu ČKD v Praze-Libni (fotografováno někdy před 14. únorem 1939)

V lednu 1936 vypsalo Ministerstvo železnic soutěž na čtyřnápravové motorové vozy na méně vytížené rychlíky a spěšné vlaky, s požadavkem na možnost jízdy s přípojnými vozy do hmotnosti 100 tun. Avšak pouze 3. vozové třídy a s konstrukční rychlostí 90 km/h. Mělo tedy patrně jít spíš o nástupce Modrých šípů než Strely. Nabídky podala Tatra, ČKD Praha, Škoda Plzeň a brněnská Královopolská strojírna. Ministerstvo objednalo prototypy hned od dvou dodavatelů.
Tatře zadalo vývoj vozu řady M 462.0 s naftovými motory, Sousedíkovým systémem přenosu výkonu a pohonem všech náprav a současně si od ČKD Praha objednalo prototypový kus řady M 260.0, později nazývaného Stříbrný šíp. Původně měly mít oba prototypy jednotnou skříň zastaralého typu od firmy Ringhoffer a vzájemně zaměnitelné motory, od obou požadavků ale nakonec ministerstvo ustoupilo, protože pro výrobce byly příliš svazující.
S vývojem řady M 462.0 se v Tatře sice začalo, ale práce byly čím dál pozvolnější, až utichly úplně. Příčiny jsou předmětem spekulací. Například, že německé vedení firmy vývoj záměrně sabotovalo.
Naproti tomu prototyp řady M 260.0, který ČKD vyvíjelo ve spolupráci s vlastní automobilkou Praga, se počátkem roku 1939 podařilo dokončit. Z vlastní iniciativy ČKD vznikl vůz, který se ministerstvem požadované parametry snažil překonat, vzhledově vycházel ze Slovenské strely a blížil se jí i technickými vlastnostmi. A tak navzdory požadované rychlosti pouze 90 km/h, které odpovídalo i Kryšpínovo číselné označení vozu, se konstruktéři snažili docílit 130 nebo 120 km/h (údaj se v oficiálních popisech různí). Dobový tisk to vysvětloval tak, že 90 km/h bylo pro jízdu s přípojnými vozy a 130 km/h bylo plánováno pro jízdu samostatně. Při zkušební jízdě 11. února 1939 mezi Prahou a Nymburkem vůz dosáhl 126 km/h. Při technicko-policejní zkoušce 17. února se slabinou ukázaly být bubnové brzdy, které pro vysoké rychlosti nedostačovaly, což bylo vyřešeno zaplombováním 6. rychlostního stupně na převodovce a omezením (resp. zachováním) maximální rychlosti na 90 km/h. Předváděcí jízdu Ministerstvo železnic ve spolupráci s ČKD uspořádalo 4. března 1939, následujícího dne nastala nacistická okupace a postupný všeobecný útlum provozu motorových vozů pro nedostatek paliva. Odladění nedostatků se Stříbrný šíp již nikdy nedočkal, přesto byl ještě v březnu 1941 zkolaudován. Taktéž na důkladnější ověření vlastností vozu a případnou sériovou výrobu již nedošlo.
Souběžně se stavbou Stříbrného šípu vznikal v ČKD také v licenci vyráběný francouzský motorový vůz Micheline (pravděpodobně typ 23). Francouzská předloha tohoto vozu byla 30,36 m dlouhá, měla uspořádání pojezdu 4'D'4', konstrukční rychlost 135 km/h a po kolejích jezdila po pneumatikách.

#### Aerodynamické parní lokomotivy

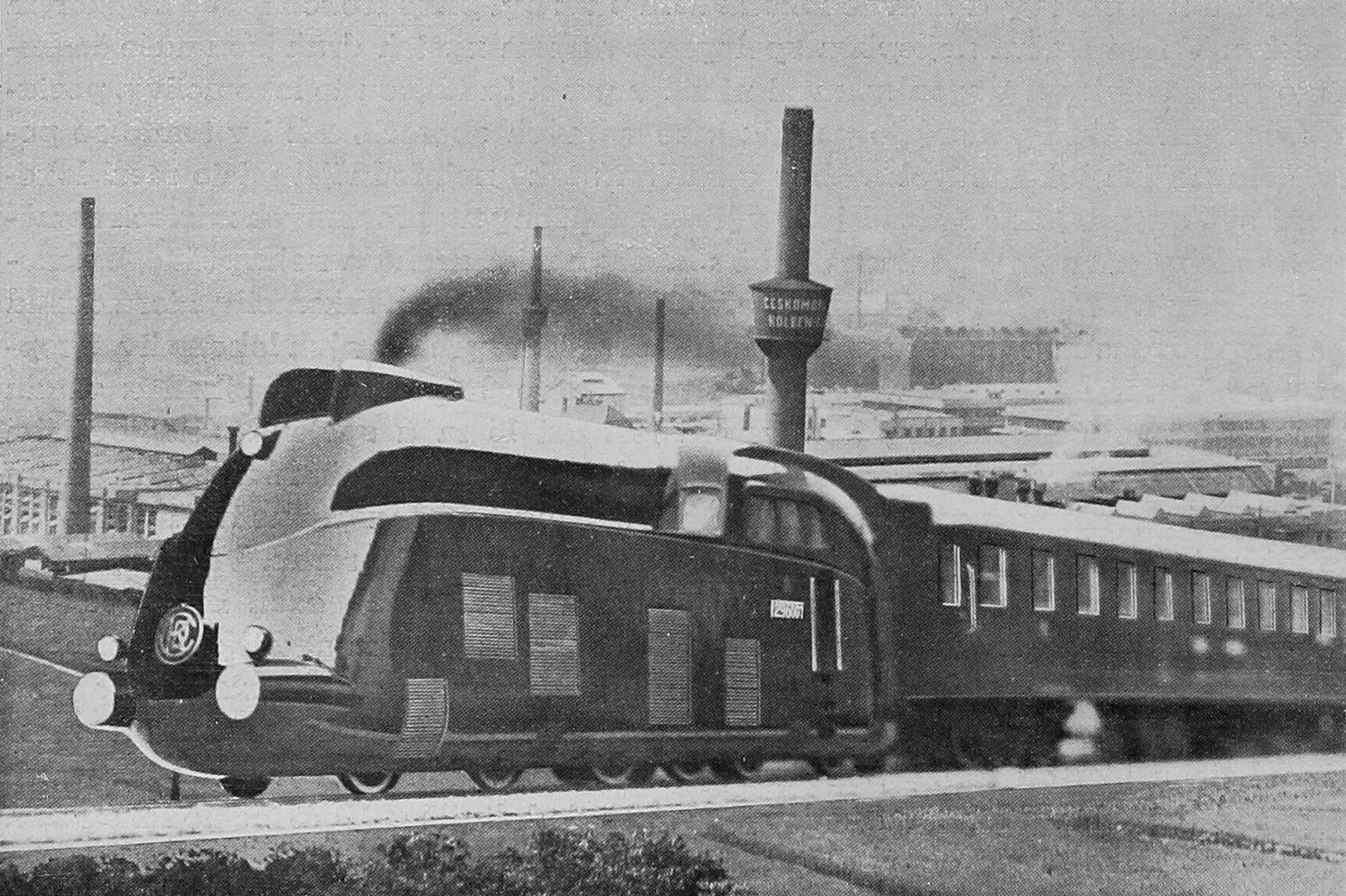
Dobová vizualizace nikdy nerealizované lokomotivy řady 296.0, se kterou ČKD zamýšlela konkurovat motorovým vlakům (Z časopisu Měsíc, září 1936)

Aerodynamicky tvarované parní lokomotivy přinášely možnost dosahovat vyšších rychlostí a současně nižší spotřeby uhlí a tím pádem i levnějšího provozu. Po úspěších těchto lokomotiv v Německu, Francii a dalších zemích projevily ČSD a Ministerstvo železnic v polovině třicátých let zájem také o tuto oblast. V roce 1936, kdy vyjely vlaky Slovenská strela, reagovala na podnět Ministerstva lokomotivka ČKD, která se pro ubývající zakázky snažila s tímto programem uchytit, a nabídla pro rychlé spojení Bratislavy a Prahy koncept aerodynamicky tvarované rychlíkové lokomotivy nové řady 296.0. Trojčitá tendrová lokomotiva s uspořádáním pojezdu 2´B2´ měla s jedním s jedním zapřaženým vozem dosáhnout rychlostí 165 km/h. Podle návrhu by tato řada mohla vozit rychlíky Slovenská strela rychlostí 130 km/h se dvěma čtyřnápravovými vozy o celkové kapacitě vyšší než nabízely vozy M 290.0 z Tatry Kopřivnice.  Dle prohlášení ČKD měla rentabilita provozu shodou okolností vycházet tak příhodně, že tato lokomotiva se soupravou tří čtyřnápravových rychlíkových vozů by se vyrovnala třídílné motorové jednotce s dieselovým pohonem a elektrickým přenosem výkonu.
Ke stavbě této lokomotivy nikdy nedošlo, zato se ČSD roku 1936 nebo 1937 rozhodly experimentálně opatřit aerodynamickým pláštěm stávající lokomotivu 386.001, aby sbíraly provozní zkušenosti pro další vývoj v této oblasti a patrně i pro budoucí stroje řady 296.0.
První zkušební a předváděcí jízdy vykonala lokomotiva se zapřaženými vagony na přelomu února a března 1938. Ukázalo se, že jejím přínosem je nakonec pouze estetická hodnota. Tratě ČSD neumožňovaly jízdu vysokými rychlostmi, na úseku Praha–Břeclav bylo jen 2,8 % (zhruba 9 km) délky trati na rychlost 100 km/h a přes 50 % (zhruba 160 km) na rychlosti do 80 km/h. Výhody aerodynamického pláště se neprojevily a očekávané snížení nákladů se nedostavilo. Téměř stejných výsledků bylo možno dosahovat i s dobře udržovanými stroji řady 387.0 Mikádo.
Další vývoj v této oblasti přerušily předválečné a válečné události. V poválečných letech se lokomotivní výroba soustředila na doplnění a obnovu prořídlého vozového parku a obecně na základní zajištění železničního provozu a jeho spolehlivosti. Stavěly se rychlíkové lokomotivy jiných řad. Jediná aerodynamická lokomotiva ČSD byla zrušena a rozebrána roku 1948.

### Vývoj po 2. světové válce

#### Kořistní vlaky
Ačkoliv nejde v pravém slova smyslu o nástupnický projekt, natož o produkt československého průmyslu, pro úplnost je vhodné uvést, že k rozšíření nabídky a zkapacitnění dálkových motorových rychlíků ČSD přispěly v poválečných letech německé vlaky. Před koncem války byly přesunuty na české území, aby byly uchráněny před bombardováním. Následně byly po skončení války zabaveny jako válečná kořist. Šlo jednak dvoudílné jednotky typu Hamburg německého označení 137.15, 137.151, 137.224, 137.228, 137.229 a 137.230. Dále o třídílnou jednotku Köln 137.852, jednotky Ruhr 137.283 a 137.286, jednotky pro příměstskou dopravu Wumag 137.289 a 37.292 plánované pro Porúří a jednotku Stettin 137.372 pro Štětín. Československým drahám se tak dostaly do služeb přímo ty vlaky, ke kterým před válkou vzhlížely. Nově nabyté jednotky přispěly (do určité míry) k realizaci původního záměru ČSD na propojení nejdůležitějších měst rychlými a pohodlnými motorovými vlaky.
Ještě v roce 1945 se začalo s opravami a přeznačením vlaků podle Kryšpínova systému. Při zkušebních jízdách na Československých tratích dosahovaly rychlostí 130–150 km/h. Pro běžný provoz měly povolenou rychlost 130 km/h v úsecích, kde již dříve byla povolena pro řadu M 290.0. V tisku a mezi lidmi se tyto vlaky přezdívaly Maybachy (podle výrobce jejich motorů) či Motorové střely. Z jednotky Köln (nově Modrý blesk) se stal nejrychlejší a nejluxusnější vlak ČSD, při technicko-policejní zkoušce 10. září 1946 na trati Praha – Česká Třebová dosáhla rychlosti 165 km/h. Šlo o rekord ČSD, ovšem zpravidla bývá přehlížen, protože nebyl dosažen s vozidlem domácí výroby (ačkoliv tehdy byla snaha vydávat Modrý blesk za produkt ČKD).
Všechny jednotky se potýkaly s nedostatkem náhradních dílů, které se kvůli poválečné politické a ekonomické situaci obstarávaly obtížně, a jejich opravy byly problematické i kvůli chybějícímu know-how. V průběhu 50. let proto byly vlaky postupně vyřazovány nebo předávány zpět do Německa.

#### Jednotky Tatran a Ganz
Válka těžce poznamenala osudy autorů Slovenské strely – Josef Sousedík a Vladimír Grégr se zapojili do odboje a byli popraveni nacisty. Hans Ledwinka byl po válce odsouzen na 6 let vězení za kolaboraci (roku 1992 byl soudem plně rehabilitován) a po propuštění roku 1951 emigroval do Německa. Celý koncern Ringhoffer–Tatra byl po válce v rámci Benešových dekretů znárodněn.
Nicméně i přesto na přelomu čtyřicátých a padesátých let v Tatře vznikl projekt čtyřdílné motorové jednotky M 492.0 Tatran, který měl koncepčně navázat na Slovenskou strelu a stejně jako ona využívat elektromechanický přenos výkonu, jehož výrobu měla na starosti vsetínská továrna MEZ, původně založená a vlastněná Josefem Sousedíkem. Pro tyto účely byl systém přenosu zdokonalen a pojmenován DELKA (od slov dieselelektrická kaskáda). Vyhovět měl pro rychlosti až do 150 km/h.

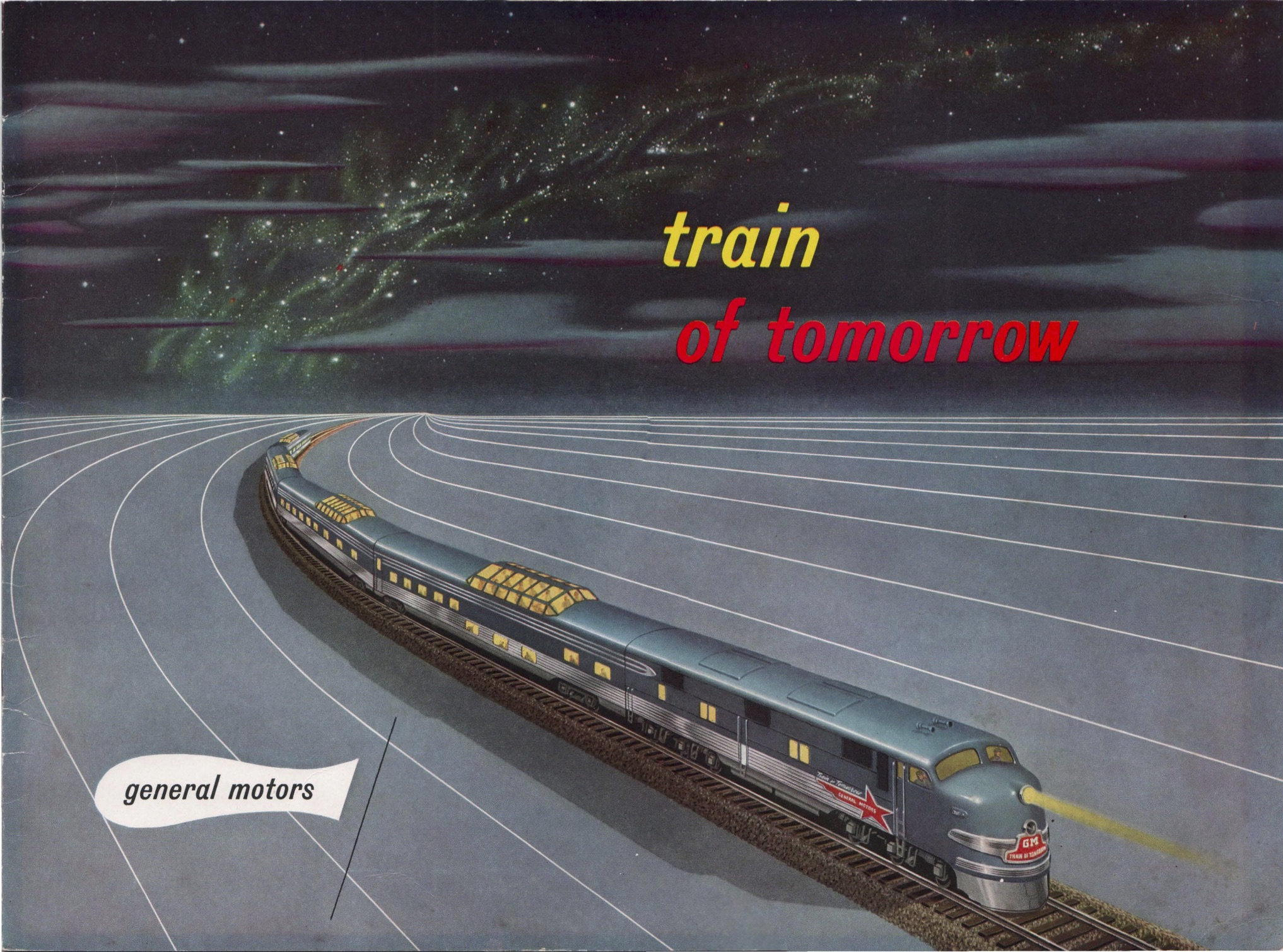
Obálka brožury propagující vlak Train of Tomorrow (vydalo General Motors Corporation, 1947)

Profesor Robert Nejepsa, tehdejší vedoucí smíchovské konstrukční kanceláře Tatry, se podle vzpomínek pamětníků při návrhu Tatranu inspiroval na studijní cestě v USA čtyřdílnou jednotkou Train of Tomorrow (Vlak zítřka), kterou v letech 1945–47 společným úsilím vyvinula automobilka General Motors a vagonka Pullman-Standard coby prototyp demonstrující technický pokrok a představy o budoucnosti vlakové dopravy. Inspirace je patrná například v konstrukci a vzhledu vozových skříní nebo ve vložených vozech s vyhlídkovým oddílem v patře.
Jednotka Tatran je v některých materiálech uváděna s konstrukční rychlostí 130–150 km/h, kapacitou 220 cestujících, prázdnou hmotností 140 tun a obsazenou hmotností 160,7 tun. Jiné zdroje uvádějí konstrukční rychlost 135 km/h, 138 míst k sezení a prázdnou hmotnost 120 tun. Jednotka je výslovně označována jako čtyřdílná, přestože na dostupných výkresech je znázorněna jen jako trojdílná.
Avšak mezinárodní dělba práce v rámci RVHP svěřila československému železničnímu průmyslu jiné úkoly a výroba motorových jednotek pro dálkovou dopravu připadla Maďarsku. Rozhodnutím vlády z roku 1950 byla výroba železničních vozidel v Kopřivnici ukončena (probíhající výroba řady M 131.1 skončila roku 1951 a byla přesunuta do Studénky) a továrna byla dále určena pouze k výrobě nákladních automobilů.
Vývoj a výroba Tatranu byly tím pádem ukončeny, ocelové profily dodané z USA a další již vyrobené díly vozové skříně byly sešrotovány. Místo toho bylo pořízeno deset maďarských motorových jednotek Ganz Hargita, u ČSD vedených jako řada M 495.0, které byly nasazeny na vlak Slovenská strela, Ostravan a další spoje.